# Période Jōmon

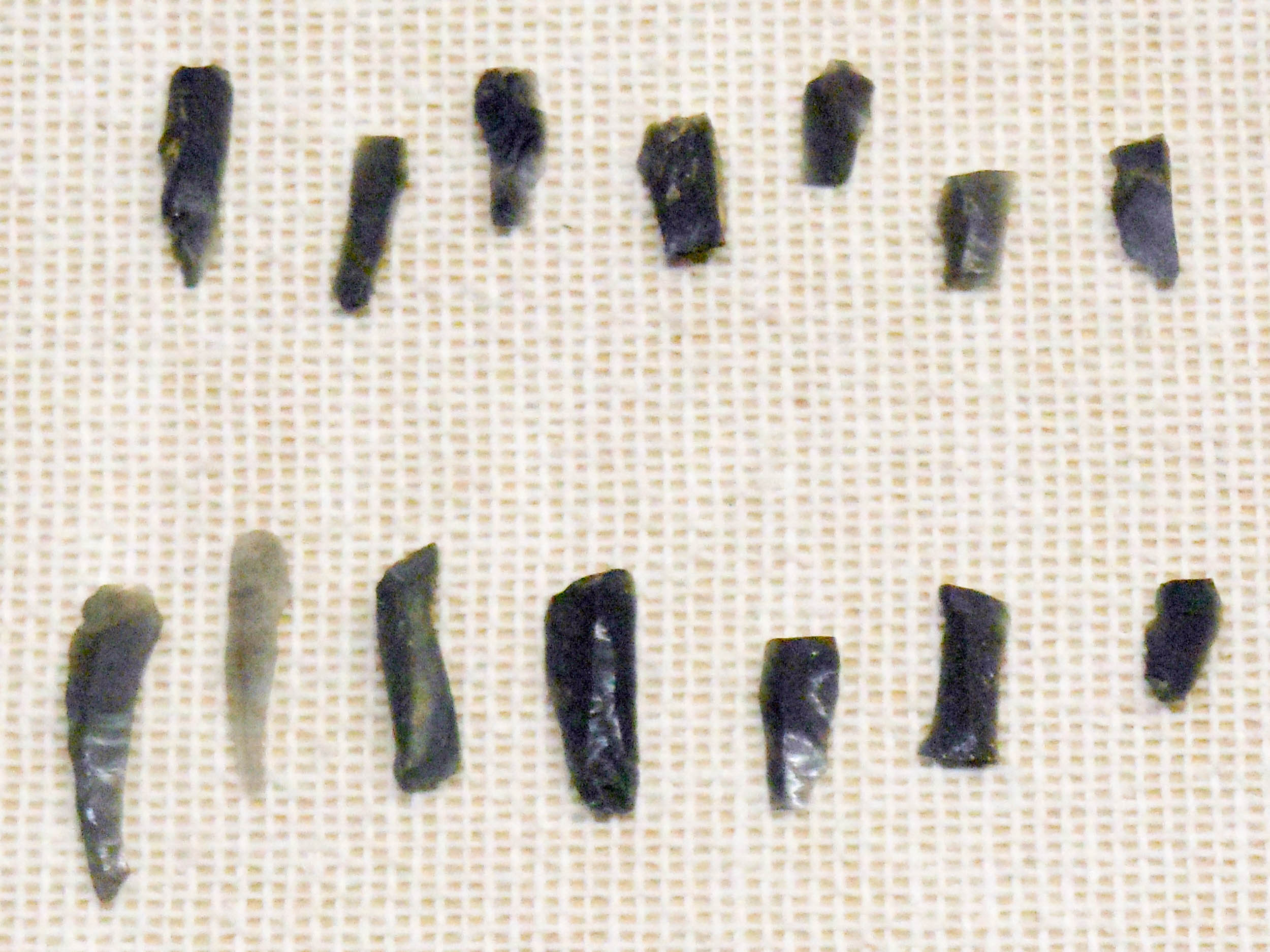
Lames d'obsidienne (microlithes). Site : Shirohebiyama-Iwakage (白蛇山岩陰) à Imari, Saga. 11000-10000 av. J.-C., proto-Jōmon.

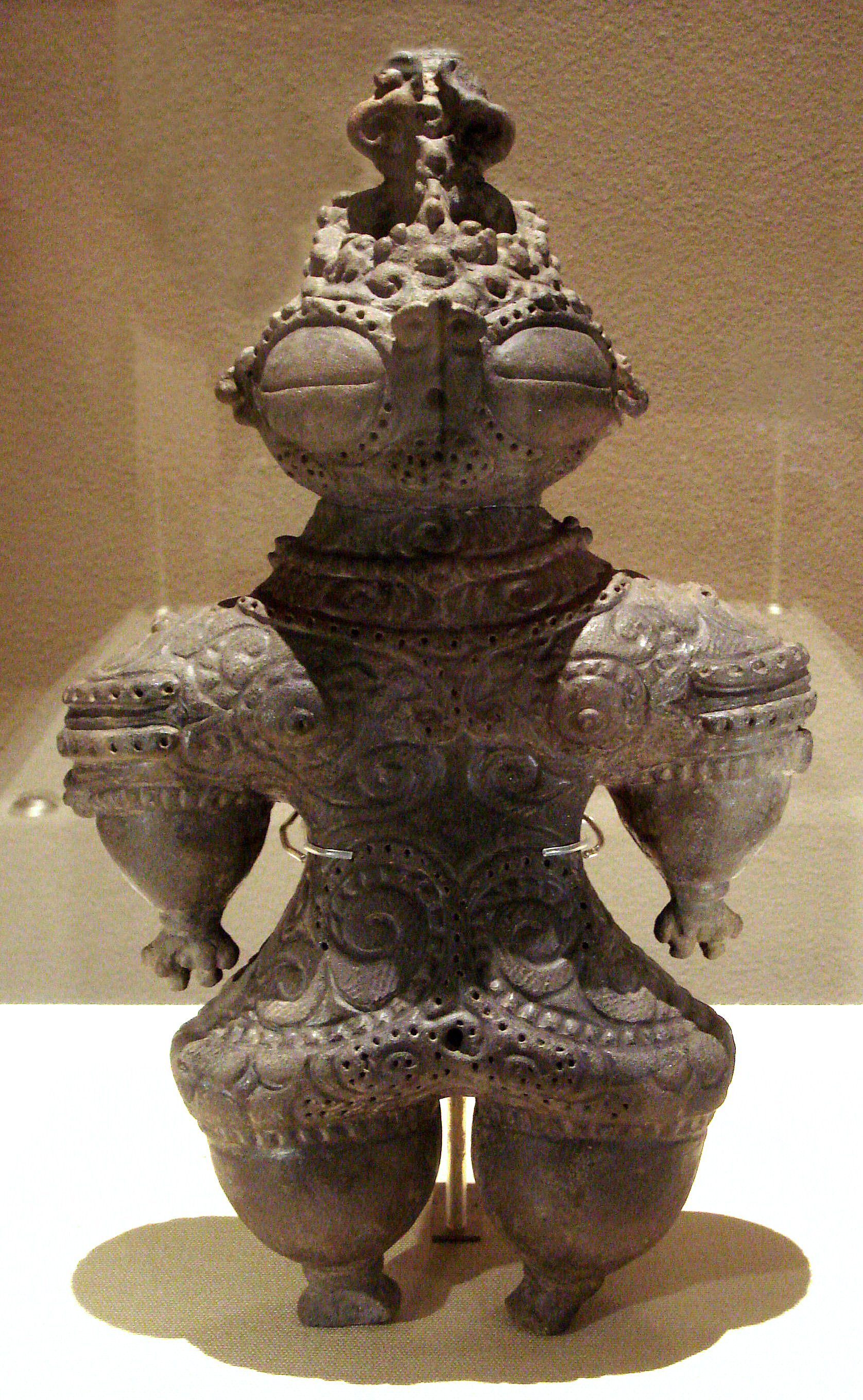
Dogū, préfecture de Miyagi. Statuette, Jōmon Final (1000-400 av. J.-C.), Musée national de Tokyo, Ueno, Tokyo.

La période Jōmon ou l'ère Jōmon (縄文時代, Jōmon jidai) est l'une des quatorze subdivisions traditionnelles de l'histoire du Japon. Elle couvre la période qui va, approximativement, de 13 000 jusqu'à, environ, 400 av. J.-C. Le Japon est alors peuplé par des chasseurs-cueilleurs. Leur culture, de type mésolithique, est l'une des premières au monde à connaître et pratiquer la poterie. La période est d'ailleurs identifiée par la singulière poterie Jomon.
Cette période est précédée par le Paléolithique du Japon et suivie par la période Yayoi.
Les premières découvertes archéologiques ont mis au jour des poteries « à décor (文, mon) par impression de cordes (縄, jō) ». Ce type de décor cordé a servi à identifier toute l'époque : Jōmon (縄文), sur tout le territoire de l'actuel Japon. Moins unitaire que ce nom semble l'indiquer, en raison des découvertes archéologiques faites ensuite, cette très longue durée doit être fragmentée en six époques au cours desquelles des particularités régionales peuvent être distinguées.

## Historique des découvertes, localisation, périodisation
Arrivé au Japon en 1877, Edward Sylvester Morse est le pionnier de l'étude de cette période. Sa publication en 1879 de Japanese Homes and Their Surroundings, et la constitution de sa collection de poteries de plus de cinq mille pièces, marque le début de l'étude scientifique de cette culture. Elle se poursuit au XXIe siècle (plus de 1 600 archéologues sur le terrain en 2004). De son côté, la Chine de la République populaire multiplie les études sur sa préhistoire (voir ci-dessous).
Les sites Jōmon sont plutôt situés dans le nord, et surtout dans l'est du Japon, une « frontière » est-ouest passant par le centre de Honshū, l'île principale. Mais il est évident, et qui plus est sur une si longue période, que de nombreux groupes régionaux peuvent être distingués, chacun avec un style particulier, et que les formes sociales ont évolué.
Cette période commence avec la fin de la période précéramique paléolithique, approximativement vers 14 000 avant notre ère, avant la fin des dernières glaciations, et avec la poterie, apparue donc un peu auparavant. La période Jōmon s'achève quand commence la période Yayoi, vers 300 avant notre ère (AEC), où l'agriculture (riz et millet) et l'élevage (porc) sont attestés de façon indéniable. La période Jōmon n'est donc pas de culture néolithique mais une culture singulière du mésolithique, qui a très tôt employé la céramique dans un cadre de vie qui est devenu, au Jōmon moyen, sédentaire ou quasi sédentaire, avec une architecture de grande taille. Masayuki Harada évoque cette culture comme un « Néolithique non agraire ».

### Environnement
La hausse brutale des températures qui commence à la fin du Dryas récent, vers 11 700 avant le présent, a marqué le début de l'interglaciaire Holocène et elle s'est poursuivie jusque vers 4 000 AEC. À cette date il semble que la température, durant l'été, était de deux degrés supérieure aux températures actuelles. Après cet « optimum climatique holocène » les températures n'ont cessé de se rafraîchir, avec des épisodes de changement climatique rapides quoique limités. Les chercheurs d'Europe du Nord ont identifié plusieurs périodes :
- de 9 000 à 7 000 AEC (Pré-Boréal et Boréal) on a un climat tempéré, sec ; des températures en hausse ;
- de 7 000 à 4 000 (Atlantique), c'est un climat chaud et humide ;
- de 4 000 à 500 (Sub-Boréal) chaud et sec ;
- enfin de 500 AEC jusqu'à l’époque actuelle c'est une période douce et humide.

Mais au Japon, entre 2 100 et 950 AEC, durant l’Optimum climatique de l'Holocène, c'est une période chaude mais instable. Elle est suivie au début du IVe siècle AEC par un climat froid, qui marque la fin de la période du Jōmon Final et le début de la période du Yayoi Initial au nord de Honshū, c'est-à-dire l'implantation - en raison du changement de climat - de la culture du riz, d'abord sur terrain sec puis en rizière inondée, et d'un certain type de céramique, importée depuis la Corée à la période de la céramique Mumun. En effet, autour de 2200-2100 l’événement climatique de 4200 AP (2200 av. J.-C.), une phase de refroidissement, de sécheresse par endroits et d’hyper-humidité en d’autres, correspond à la fin du Jomon Moyen à un niveau de la mer plus bas et à une expansion des plaines alluviales offrant de vastes surfaces à la culture du riz en rizière inondée.

### Chronologie de la période Jōmon
La période Jōmon commence avec les premières poteries, les plus anciennes découvertes au Japon, dans la phase initiale de la période Jōmon ou proto-Jōmon. Dans la grotte de Fukui, située dans la préfecture de Nagasaki (au sud de l'île de Kyūshū), où la fouille a commencé en 1960, il s'agit d'une poterie à décor en bandes appliquées. Ces poteries sont datées vers 13 850-12 250 avant l'ère commune. Depuis ces découvertes, aujourd'hui anciennes, de nouvelles découvertes précisent régulièrement la date initiale approximative de l'époque Jōmon qui se situe, en 2018, « vers 13 500 » avant l'ère commune. En 2011, celle-ci était d'environ 15 000 avant le présent, avec la découverte du site d'Odai Yamamoto daté après calibration à 16 520 avant le présent. On rencontre sur le site d'Odai Yamamoto des fragments de poterie et des pointes de flèche que l'on ne trouvait pas à la période précédente. La date finale annonce la période Yayoi, c'est-à-dire environ 400/300 avant l'ère commune, où l'agriculture et l'élevage sont bien attestés. Mais une période de transition qui s'appuie sur l'arrivée de marqueurs de la culture coréenne Mumun remonte jusqu'en 1000/900 AEC. Et cette transition devrait être comprise comme la phase initiale de la période Yayoi. Cette date est donc aussi l'objet de débats, en 2020 les dates ultimes sont 800 et 600 AEC.
La chronologie de la période Jōmon a fait l'objet d'une synthèse en français en 2012.
La période est divisée en fonction des caractéristiques de la poterie et cela induit certaines variations. Les subdivisions de cette période (pouvant être utilisées au Japon selon le calendrier holocène) se répartissent ainsi en 2009 et 2004 selon des datations approchées :
| Périodes                                                | Dates approchées                                            | Dates approchées |
| ------------------------------------------------------- | ----------------------------------------------------------- | ---------------- |
| Jōmon précoce, naissant, ou proto-Jōmon (sōsōki) 草創期 | v. 14000 – 9500                                             |                  |
| Jōmon Archaïque (sōki) 早期                             | 9500 – 5000                                                 |                  |
| Jōmon Ancien (zenki) 前期                               | 5000 – 3500                                                 |                  |
| Jōmon Moyen (chūki) 中期                                | 3500 – 2500                                                 |                  |
| Jōmon Récent ou Tardif (kōki) 後期                      | 2500 – 1300                                                 |                  |
| Jōmon Final (banki) 晩期                                | 1300 – 600 / Yayoi Initial dans le Nord Honshu 800-300 env. |                  |

## Peuplement et migrations successives

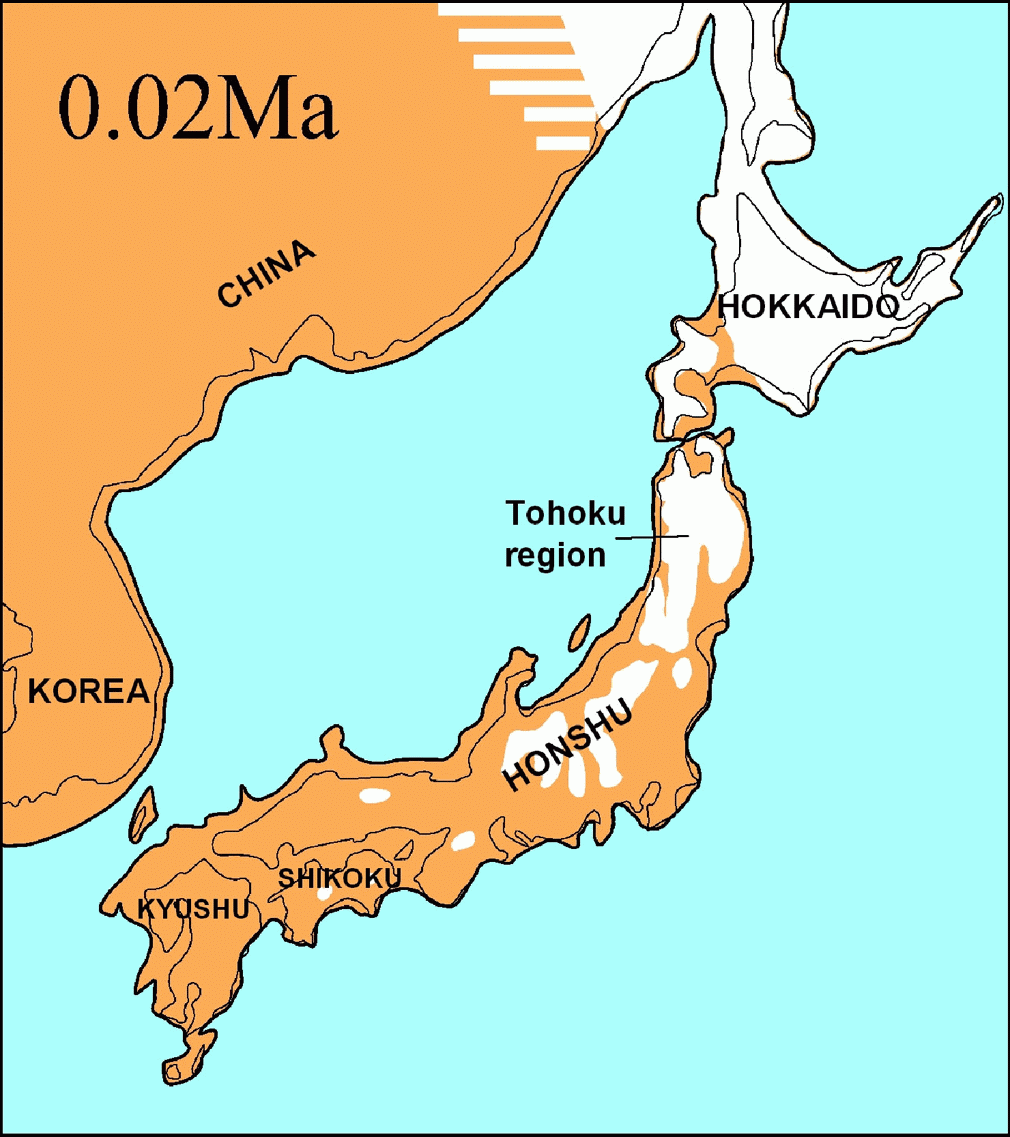
Domaine périglaciaire,
v. 20000 AEC.

Au début de la période Jōmon, la population a été estimée par les archéologues entre vingt et vingt-deux mille habitants. Elle aurait atteint entre cent vingt-cinq mille et deux cent cinquante mille personnes à la fin de la période, sa densité étant plus élevée sur la côte est de l'archipel.
Les différences marquées entre les cultures de chaque région de l'archipel au cours des temps sont dues non seulement aux spécialisations locales, mais probablement aussi aux vagues successives de migrations s'étendant sur de nombreux millénaires et apportant des traditions culturelles différentes, depuis le Nord, par Hokkaidō, l'Ouest, par le détroit de Corée, ou par le Sud, depuis le relais de Taïwan par les îles de l'archipel Ryūkyū.
Néanmoins, plusieurs lignes de preuves archéologiques soutiennent la continuité culturelle du Paléolithique supérieur à la période Jomon, fournissant une hypothèse selon laquelle les Jomon sont des descendants directs des peuples du Paléolithique supérieur qui sont probablement restés isolés dans l'archipel jusqu'à la fin du dernier maximum glaciaire.
Une étude génétique (2019) a analysé le génome de deux habitants de la période Jōmon situés sur l'île Rebun au nord d'Hokkaidō. Les deux individus sont issus du site archéologique de Funadomari situé au nord de l'île Rebun, et sont datés entre 3 800 et 3 500 ans. Les deux individus sont de l'haplogroupe mitochondrial N9b1, l'homme appartient à l'haplogroupe du chromosome Y D1b2b et C1a (C1a1/M8). Les auteurs ont observé une mutation pathogène du gène CPT1A chez ces individus. La mutation offre des avantages métaboliques pour la consommation d'un régime alimentaire riche en graisses et sa fréquence d'allèles est supérieure à 70 % dans les populations arctiques, mais est absente ailleurs. Cette variante pourrait être liée, selon les auteurs, au mode de vie du peuple Funadomari Jōmon, qui pêchait et chassait les animaux terrestres et marins.
Une étude génétique de 2020 analyse la séquence du génome entier d'un individu de 2500 ans (IK002) de l'île principale du Japon qui est caractérisé par une culture Jomon typique. Les résultats soutiennent les preuves archéologiques basées sur l'industrie lithique que les Jomon sont des descendants directs du peuple du Paléolithique supérieur qui a commencé à vivre dans l'archipel japonais il y a 38 000 ans. IK002 montre également une forte affinité génétique avec les aborigènes de Taïwan, ce qui suggère une route côtière de la migration de l'ascendance Jomon. Il existe notamment une affinité génétique entre IK002 et l'ADN d'un chasseur-cueilleur hoabinhien âgé de 8000 ans. Ces résultats indiquent que IK002 est génétiquement distinct des populations vivant aujourd'hui en Eurasie orientale ou même au Japon, à l'exception des Aïnous d'Hokkaido. Ils correspondent à l'hypothèse que les Aïnous et les Jomon partagent une ascendance commune. L'étude suggère ainsi que les Aïnous d'Hokkaido « sont probablement des descendants directs du peuple Jomon ».

## Quelques traits spécifiques au Jōmon. Sannai-Maruyama (Jōmon Ancien et Moyen)
Parmi les éléments concernant la sociologie et les croyances de cette culture :
- les décors de certaines poteries, comme celles dites à « décors de flammèches », présentent des formes qui en interdisent l'usage commun et sont probablement réservées à un usage rituel ;
- les dogū (土偶?, de 土, « argile », et 偶, « poupée »), des figurines en terre cuite, sans usage pratique, ont souvent été enterrées intentionnellement ;
- certains crânes, datés du Jōmon Moyen (5 000 AEC), ont été retrouvés avec des dentures incomplètes. L'ablation des dents de devant et la taille d'autres semble avoir été une pratique rituelle, réalisée du vivant des individus et montrant une volonté de différenciation entre ces derniers, des rites de passage ou encore des rites de deuil.

Sur le site Sannai Maruyama — localisé à la pointe de la baie d'Aomori, préfecture d'Aomori, sur l'île de Honshū, à la périphérie de la ville d'Aomori — on a pu déterminer que les six vastes trous de poteaux (diamètre : 1,80 m) correspondaient à six troncs de noyers de 75 à 95 cm de diamètre, disposés selon un plan rectangulaire et à 3 m de distance, comme pour supporter une plate-forme monumentale. Il existe une reconstitution de cette plate-forme sur le site mais cette forme reste hypothétique. Juneau Habu, en 2004, suggère qu'il se soit agi d'une « maison » à plancher surélevé, comme les habitations du site, mais supportant une très lourde superstructure.
Ce site a été découvert lors de la fondation d'un stade de baseball par la municipalité en 1992. La datation au carbone 14 le situe entre 3 900 et 2 400 AEC ; il s’agit du plus important site mis au jour sur la culture Jōmon. Cette découverte a donné lieu à la construction d'un vaste espace culturel aménagé, avec des reconstitutions de l'habitat supposé comme c'est souvent le cas au Japon. On y a découvert 700 habitations semi-enterrées et 1 500 figurines, intégrales ou fragmentaires. Une étude approfondie montre une très grande variabilité des habitations tout au long du Jōmon Ancien et Moyen (environ 5 050-3 900 AEC/5 900-4 400 AEC). Le site aurait eu plusieurs fonctions au cours du temps. Simple halte pour de petits groupes, au départ, il aurait pris la taille d'un grand village uniquement pendant l'hiver, moment de rassemblement au milieu du Jōmon Moyen — et reconstruit ou restauré à chaque rassemblement. Quelques maisons de plus de 10 m de long sont considérées comme des maisons communes. Les autres, entre 2,5 et 7 m, si on les classe en trois catégories de taille, ont le même nombre dans chaque catégorie. Leur nombre décroît rapidement après le Jōmon Moyen, et la fonction du lieu change en conséquence. Considéré sous cet angle, le site Sannai Maruyama offre l'occasion exceptionnelle de se représenter les différents aspects de la vie des chasseurs-cueilleurs et la complexité de leur culture, ce site ayant été un lieu de rassemblement et/ou d'échange uniquement au milieu du Jōmon Moyen, mais ayant eu d'autres fonctions au cours des 1 500 ans où il a été utilisé.

## Habitat, culture et société

Reconstitutions de l'habitat.
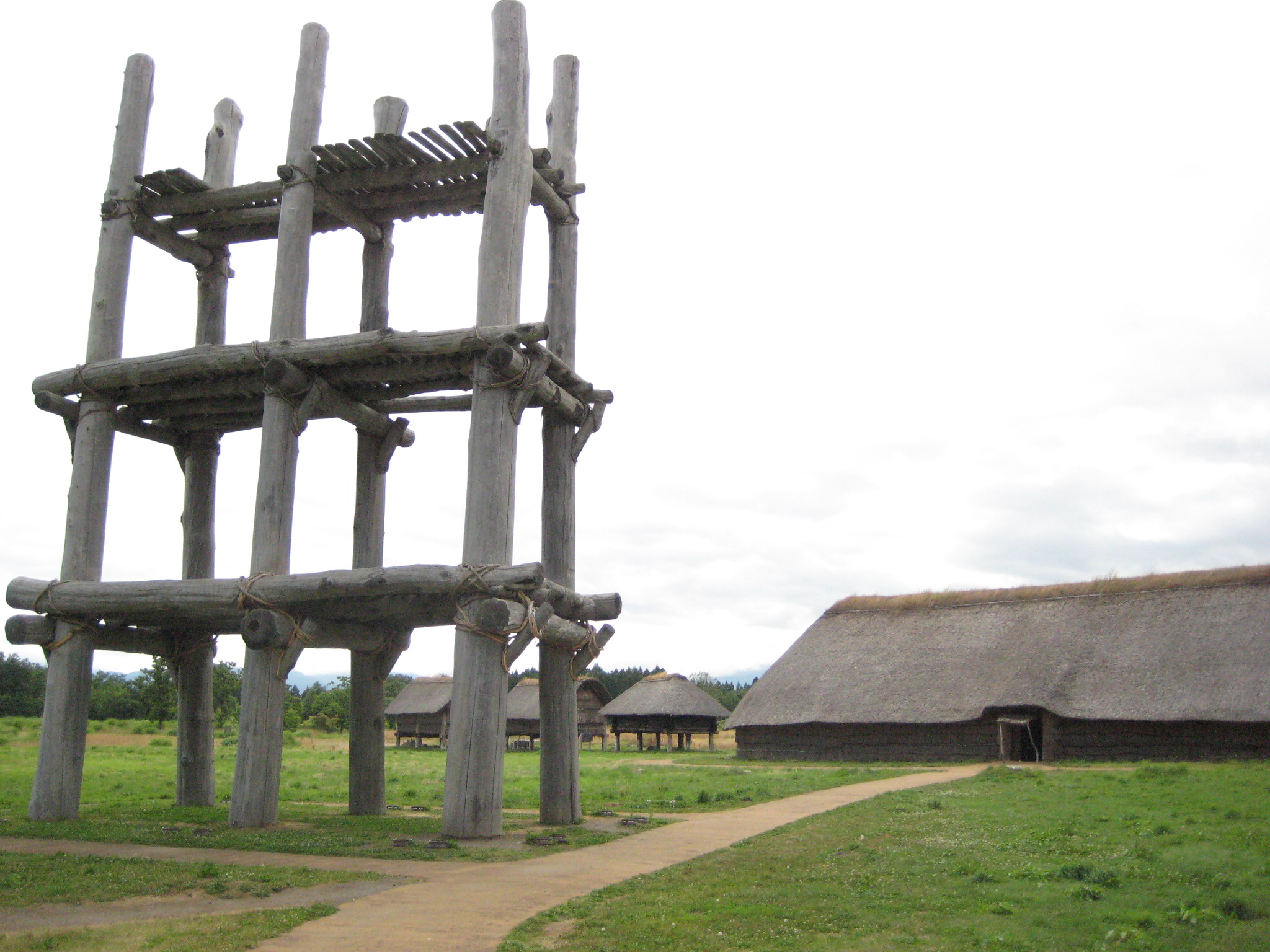
Village reconstruit sur le site de Sannai-Maruyama (préfecture d'Aomori), au nord du Japon. 3900-2200 AEC[24]. Au premier plan, une grande plate-forme présumée rituelle / 6 trous énigmatiques.
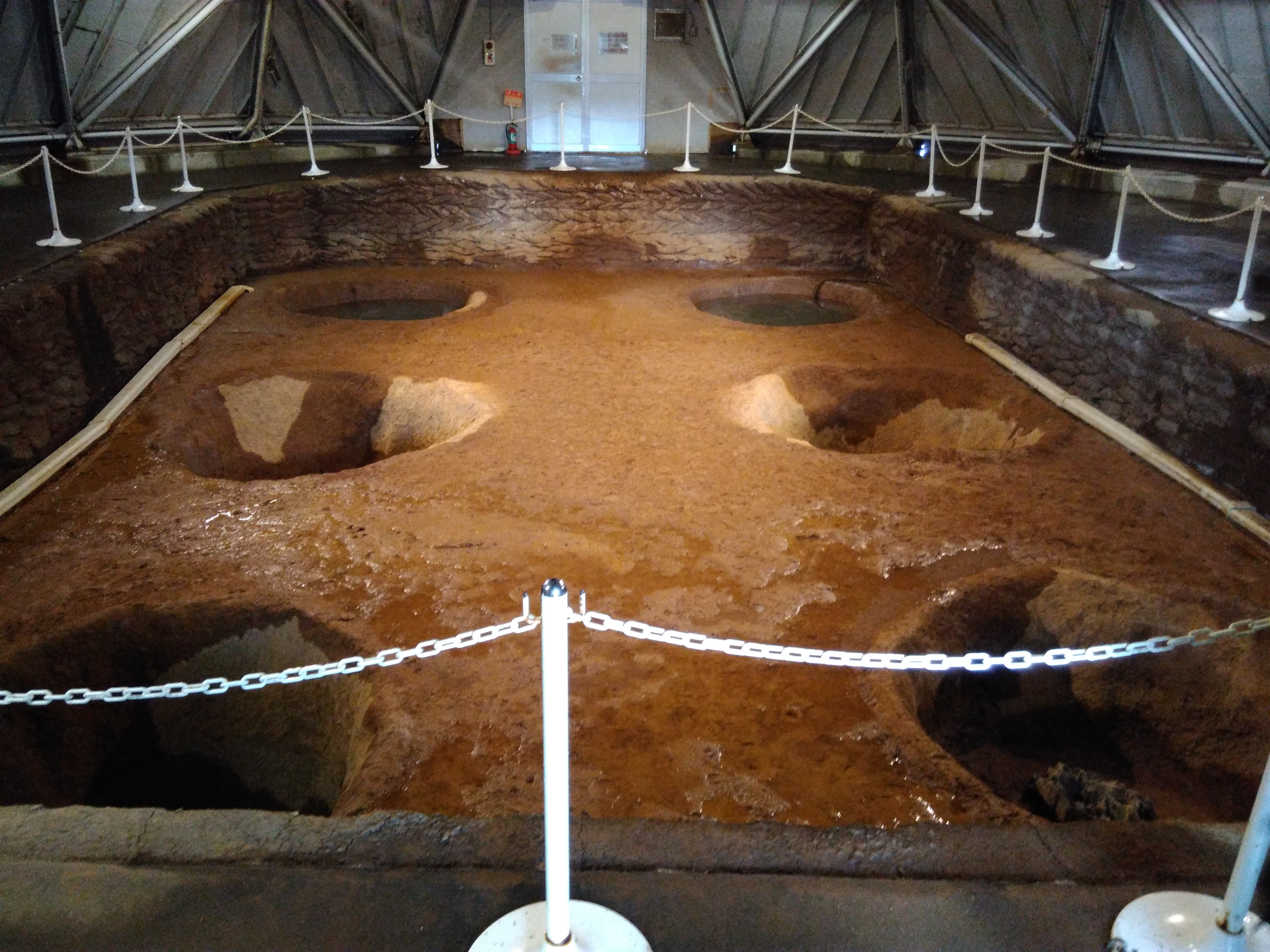
Les 6 trous de poteaux monumentaux énigmatiques à Sannai-Maruyama. Jōmon Ancien.
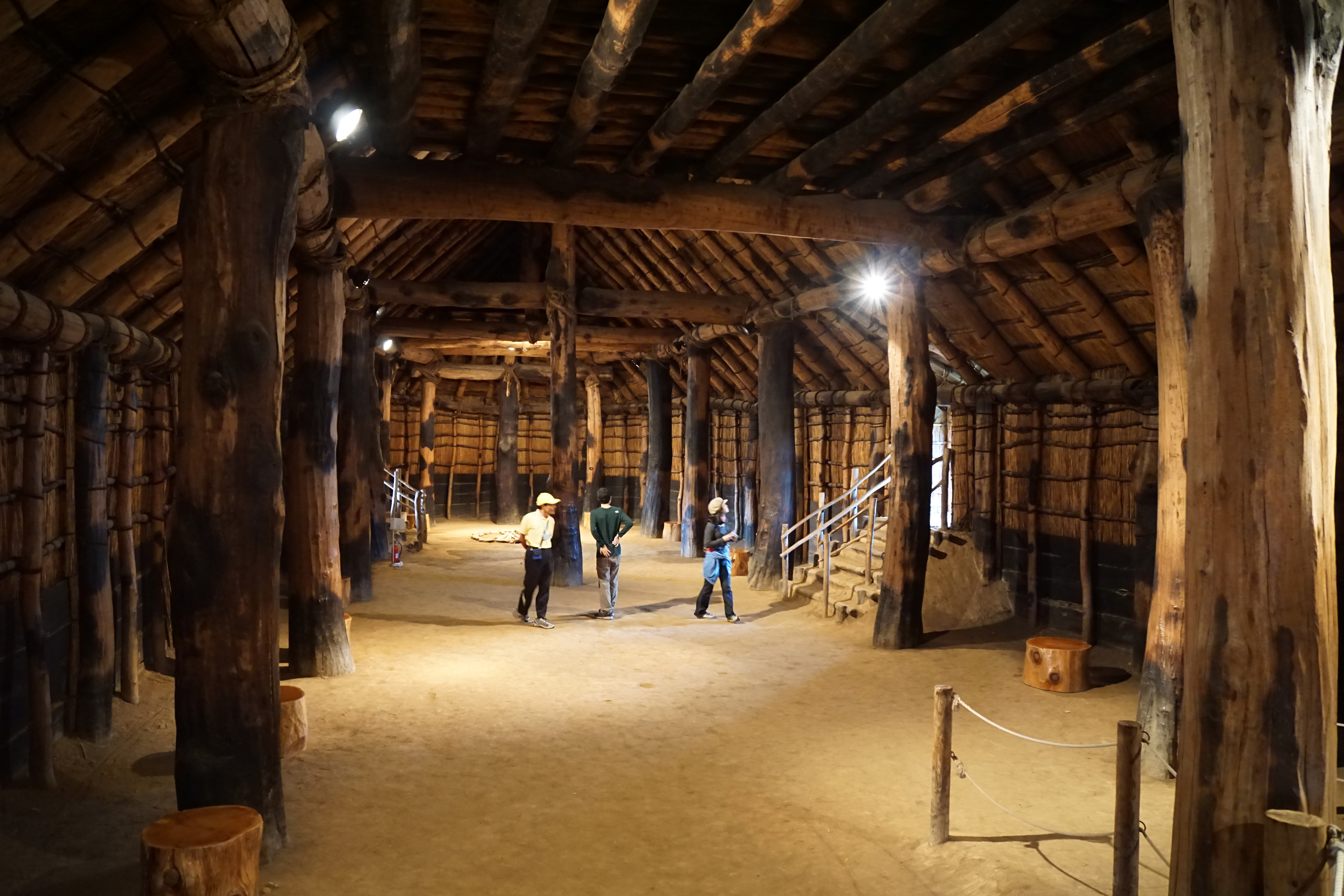
Intérieur de la maison longue de Sannai-Maruyama, reconstituée.
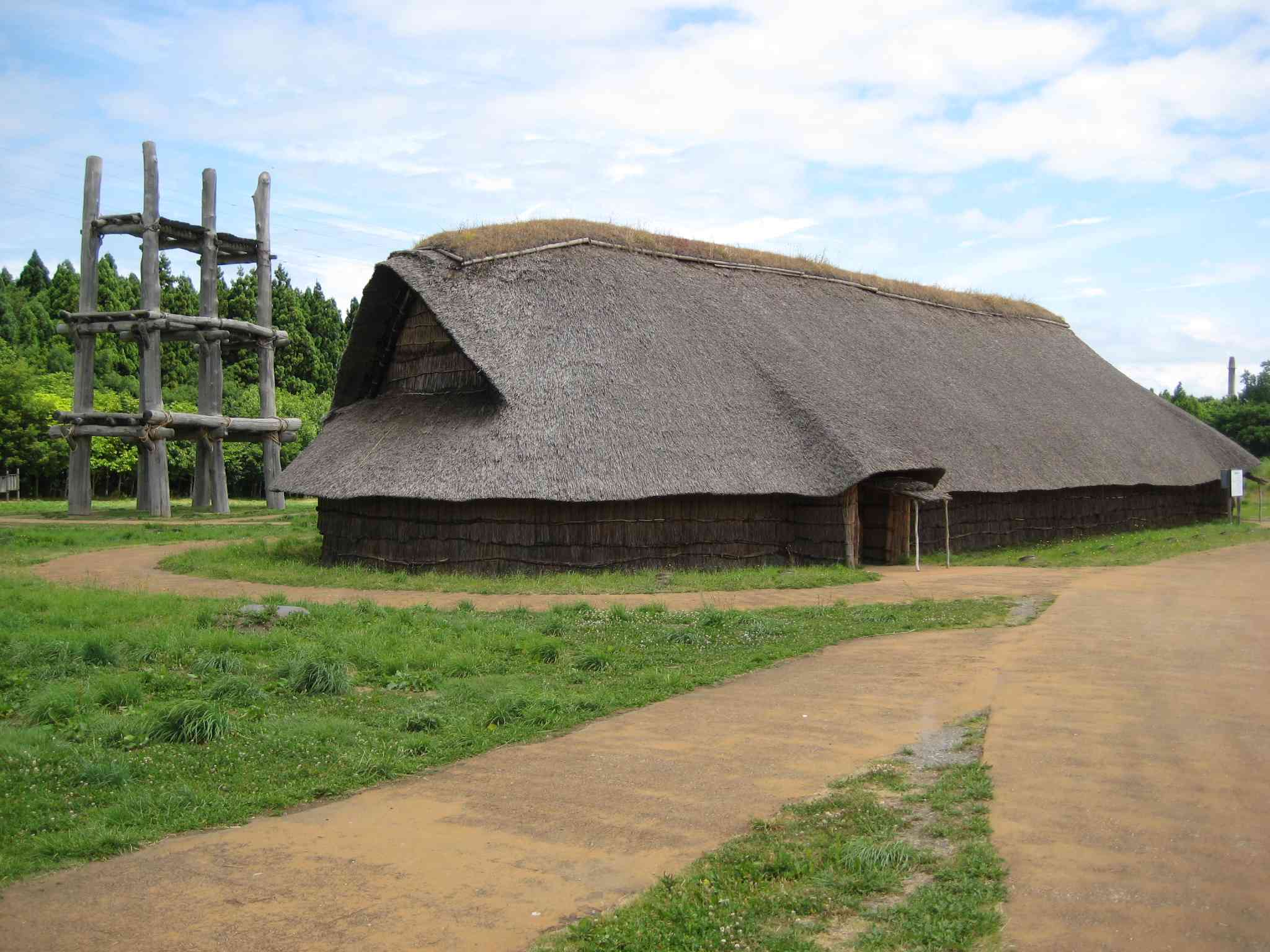
La maison longue et la grande plate-forme de Sannai-Maruyama.
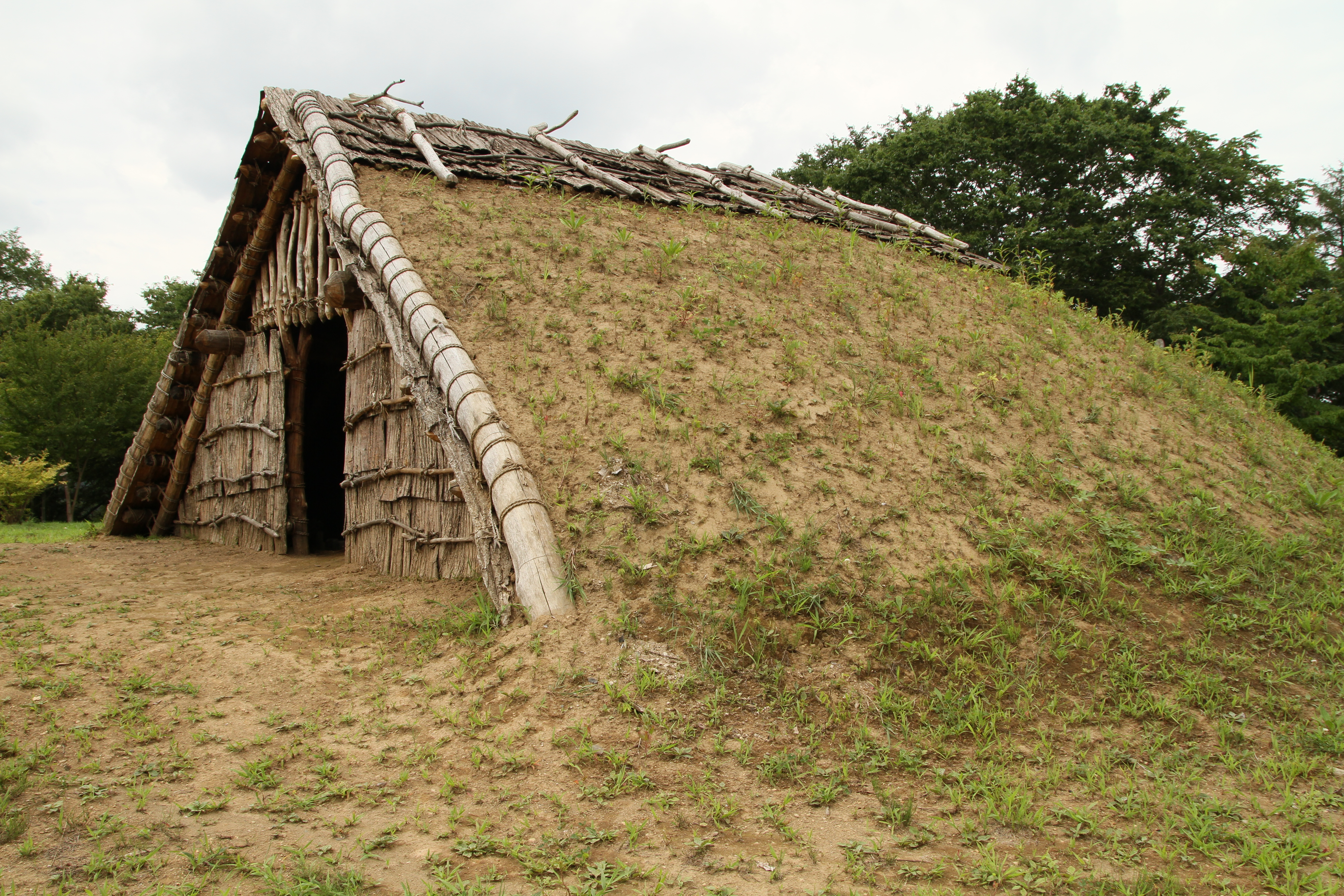
Restitution d'une habitation semi-enterrée, toiture végétalisée, Jōmon Moyen, site de Goshono, Ichinohe (préfecture d'Iwate), au nord-est.
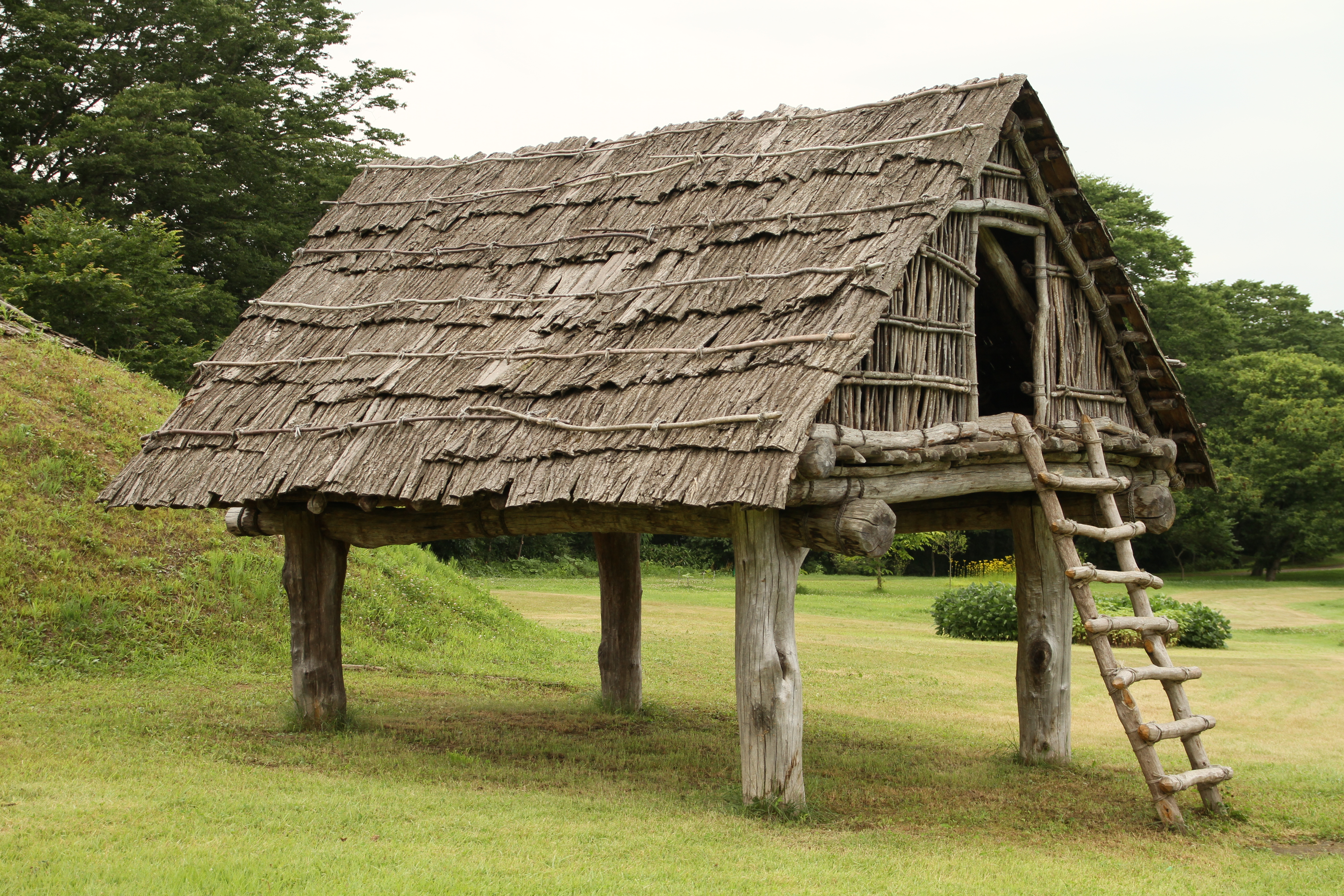
Reconstitution d'un entrepôt surélevé sur le site de Goshono.

On dispose de peu de témoignages d’habitat proto-Jōmon ; ces populations, encore en partie nomades, utilisaient des abris sous roche et des grottes.
Au Jōmon Initial et surtout au Jōmon Ancien, la population s'est sédentarisée, formant des villages permanents. Au cours du passage à la phase du Jōmon final, l'organisation de l'habitat se transforme et nombre d'entre eux se structurent en forme de cercle, ainsi qu'entre « centraux » et « périphériques » (petits et de séjours brefs).
L'installation typique comprend de cinq à dix habitations, des maisons semi-enterrées — à l'intérieur desquelles vivent des familles de cinq à six personnes — et des bâtiments communautaires plus grands. Parmi les vestiges, on a découvert des kaizuka (貝塚, 貝 = « coquillage », 塚 = « monticule », « amoncellement »), amas coquilliers où sont déposés les déchets, des fragments de tissus et les déchets des repas. Les coquillages, en grande quantité, préservent les ossements dans le milieu par ailleurs très acide du sol japonais. Ces dépotoirs peuvent atteindre plusieurs mètres de hauteur, ce qui confirme la sédentarité des communautés de cette époque.
Cela est également clairement démontré par les emplacements des poteaux : tateana (竪穴, 竪 = « vertical », 穴 = « trou » : « trous verticaux »). Ces trous de poteaux, profonds de dix centimètres à un mètre, permettent de reconstituer le plan des habitations : circulaires, notamment dans le Nord, ou rectangulaires, notamment dans le Sud. La toiture de ces maisons (faite probablement en partie de branchages, de chaume ou de terre végétalisée, selon les lieux) reposait sur ces poteaux plantés dans le sol, avec des murs de terre et de bois. Les maisons étaient fréquemment « semi-enterrées » et, dans ce cas, étaient construites au-dessus d’une fosse d’environ 50 cm de profondeur.
Le relevé du site de Kazahari, dans la préfecture d'Aomori, daté du Jōmon final, présente un grand nombre d'emplacements (avec chevauchements dans le temps) d'habitats semi-enterrés, de fosses-silos et de quelques structures rectangulaires à poteaux. Les morts étaient ensevelis, regroupés, à proximité du centre du village. Quant au site de Nishida(préfecture d'Iwate), il présente clairement un dispositif concentrique : quelques morts au centre, entourés par les autres morts, puis un premier cercle de structures rectangulaires à poteaux, ensuite le cercle des silos enterrés et enfin le grand cercle des habitations semi-enterrées. Plusieurs de ces habitats en cercles montrent une forme de segmentation, sur l'espace du cercle, de groupes différenciés qui indiqueraient, selon Mizoguchi, des « clans », trois ou quatre répartis sur chaque cercle, mais aussi des « lignées », d'un cercle à l'autre. De même, des « unités régionales » semblent apparaître au Jōmon Moyen, en s'appuyant sur des différences dans le matériel lithique et dans l'exploitation de ressources particulières que ce matériel révèle. La vie y est donc quasi permanente, même si passagèrement une partie du groupe peut vivre sur un autre site pour y prélever des ressources liées à cet endroit ou/et à cette période. Et les coquillages, disponibles toute l'année, étaient néanmoins prélevés à certains moments précis.
Par ce procédé, couramment employé au cours de la protohistoire et de l’histoire, les habitations se seraient trouvées mieux isolées du froid. Chaque habitation disposait d’un foyer ainsi que des fosses-silos pour le stockage des aliments. Ces dernières ont un profil en tronc de cône, rétrécies vers l’ouverture. Elles sont parfois volontairement implantés en terrains humides, afin de s’assurer d’une meilleure conservation.
Les habitations étaient rapprochées. On trouve des villages bien organisés, comme à Sannai-Maruyama près d’Aomori, au nord du Honshū, selon une structure concentrique autour d’une place servant de cimetière. Autour de l’espace central se trouvait ainsi un premier cercle de maisons à tateana, enfin un deuxième cercle d’habitations semi-enterrées et de fosses de stockage, en bordure du village. Rien n'indique la raison de cette répartition. La majorité des maisons dispose d’une surface modeste (de 5 à 8 m de long ou de diamètre), probablement pour les familles nucléaires de chasseurs-cueilleurs, mais il existe aussi des maisons de grande taille (30 m de long) qui pourraient avoir eu un usage collectif, politique ou cérémoniel ; cependant, la différenciation sociale par la taille de l’habitation n’est pas exclue.
Ce système d'organisation était le plus répandu mais pas le seul. Il serait donc faux de croire que tous les villages de cette époque possédaient cette structure. Ces constructions deviendront de plus en plus complexes pour être parfois construites avec un étage vers la fin du Jōmon et le début du Yayoi. On note peu de changements ensuite dans l’habitat populaire à la période Yamato.

## Ressources et économie
Pour l'essentiel, il s'agit de populations de chasseurs-cueilleurs plus ou moins sédentaires dans un milieu favorable, et qui ont pratiqué la céramique, dès l'origine, pour la cuisson des aliments mais aussi, ensuite, pour leur conservation. Ces populations ont su intervenir dans le milieu naturel pour son exploitation, sous une autre forme, en introduisant des animaux sauvages dans des îles où ils n'existaient pas, en consommant de grandes quantités de coquillages (dont on retrouve la trace grâce aux nombreux amas coquilliers actuels). Ils exploitaient de manière intensive les arbres qui leur fournissaient les marrons, les glands et surtout les châtaignes et les noix, en favorisant leur pousse par une forme de sylviculture. Ils pratiquaient aussi une petite horticulture d'appoint.
Les premières poteries proto-Jōmon ont été trouvées associées à un matériel lithique caractérisé par des haches polies. On retrouve des haches de ce type, signalées par Alain Testart, dans une culture d'Australie d'il y a 35 000 ans. Cet auteur fait remarquer que la pierre polie, tout comme la céramique, apparaissent dans des cultures de chasseurs-cueilleurs, alors que l'on a cru longtemps que ces techniques étaient des marqueurs de sociétés néolithiques. Leur outillage lithique comprenait des haches, des doloires bifaces, des pilons/mortiers dans les zones à l'intérieur des terres. Dans les forêts des côtes occidentales, ils chassaient avec un arc et des chiens. Dans les zones côtières et fluviales, l'outillage comprenait des harpons, des hameçons, des pointes de flèches et des flotteurs de pierre ponce pour les filets. Ils connaissaient aussi la technique du vernissage des objets avec la résine d’un arbre et des traces de laque ont été découvertes.

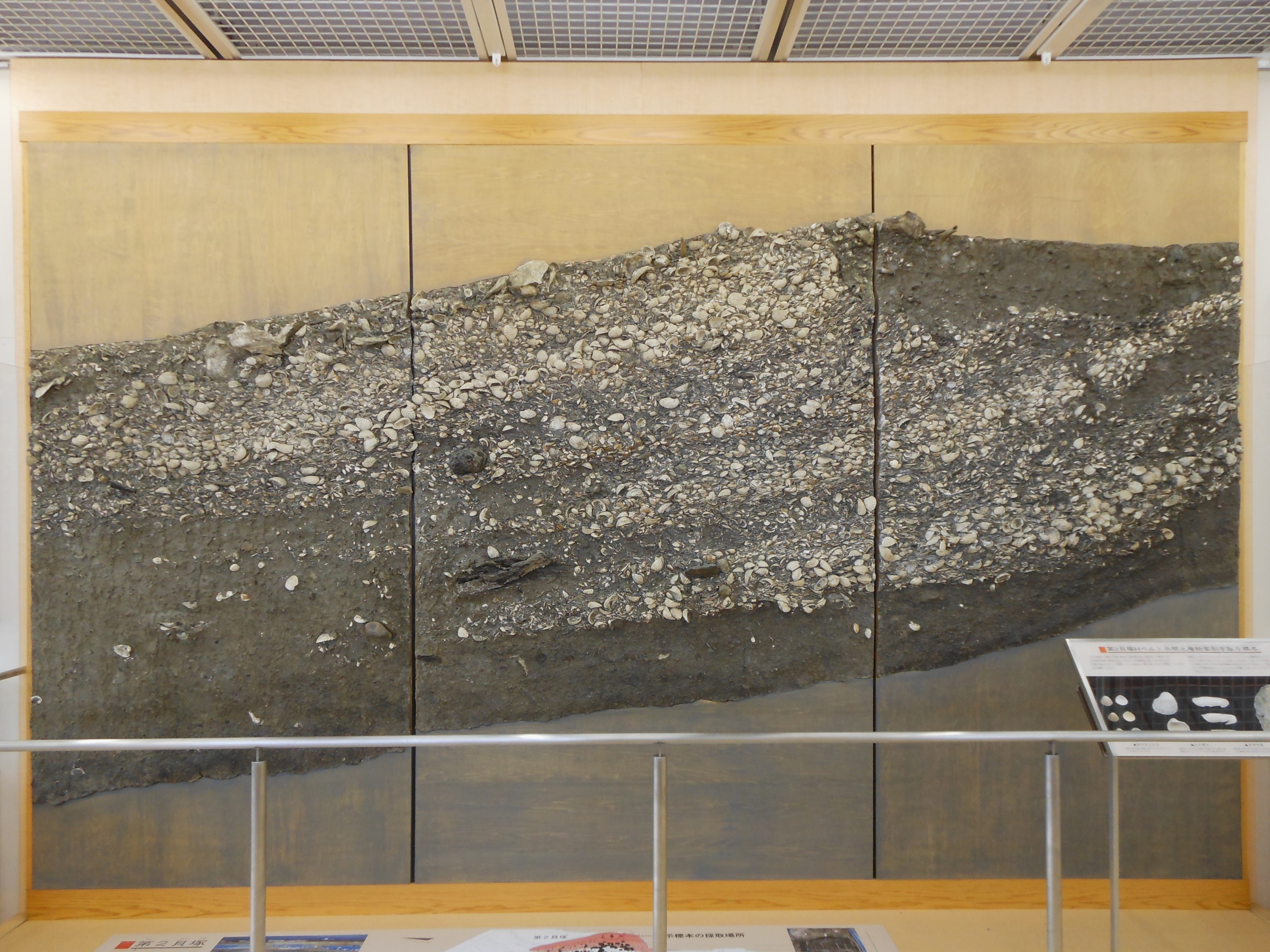
Coupe dans un amas coquillier, Jōmon archaïque. Site : Higashimyo, Saga (préfecture de Saga).

La fabrication de poteries implique que les Jōmons furent un peuple semi-sédentaire. Ces productions fragiles ne s'accommodent pas, en effet, de la vie essentiellement mobile des nomades, toujours en mouvement. Comme il est attesté que ces populations ont consommé de grandes quantités de coquillages, ainsi que des châtaignes et des glands, il semble qu'il ait été nécessaire d'utiliser des récipients de céramique pour les cuire et rendre consommables ces aliments (les glands doivent en effet être cuits afin d’éliminer leur acide tannique). Meules et broyons se rencontrent aussi pour la préparation des végétaux sauvages (glands, châtaignes, etc.) ; des fragments de galette ont été retrouvés en milieu humide.
Les Jōmons se sont passés de l'agriculture, ou du moins ils l'ont pratiquée de façon marginale (voir plus bas). Il s'agit d'un « Néolithique non agraire ». Leur modèle de subsistance est principalement basé sur la pêche, la chasse et la collecte. On peut considérer que l'abondance des ressources est telle que l'agriculture à proprement parler n'a pas besoin d'être développée. Les populations de cette période disposent sur ces îles d'une grande diversité de ressources naturelles dans tous les biotopes de leur archipel : au printemps et au début de l'été, les espèces de poissons de haute mer (thons et bonites) et les mammifères marins sont pêchés, alors qu'ils s'approchent des côtes pour se reproduire. En automne, les fruits et les graines sont prêts à être cueillis, et la récolte de châtaignes, noix, noisettes et glands est stockée dans de nombreux silos souterrains. À la fin de l'automne et pendant tout l'hiver, les daims et les sangliers sont chassés et piégés, mais aussi l'ours, le cerf et le lièvre. Par ailleurs il semblerait que les ressources auraient pu être conservées dans les grands récipients de céramique, traitées par la fumée ou le sel, sans pour autant laisser de traces. Une étude détaillée de deux sites du Jōmon récent, sur le cours inférieur du fleuve Kitakami, montre que les ressources — outils et aliments — étaient pris dans un rayon de 10 km (plaine et collines voisines) jusqu'à 50 km (depuis les côtes proches jusqu'au bas des montagnes). Tandis que les produits prestigieux, comme certains coquillages utilisés comme brassards, pouvaient venir de plus de 100 km, d'une zone géographique voisine — dans un rayon de 100 km — à une zone climatique voisine, au-delà de 200 km.
Pour le transport, la vannerie est attestée dès le Jōmon archaïque (6000 AEC). Les matières végétales utilisées n'étaient pas aisées à trouver et une certaine gestion des ressources devait exister pour leur exploitation autour des colonies.
La conservation des aliments est indispensable pour des collecteurs. Dès le Jōmon Initial, il existait des silos creusés dans le sol dans lesquels on conservait au moins des glands. Dans cette région à l'Ouest, les glands, mais aussi des noisettes ont été conservés dans l'eau, qui se conservent sur de très longues durées dans ce milieu, dans des silos creusés depuis le Jōmon archaïque jusqu'à l'époque des Kofun. À l'Ouest et au Nord-ouest dans la région de Tohoku, au Jōmon moyen, les silos enterrés ont conservé surtout des châtaignes, mais aussi des noix, des marrons d'Inde et des glands (voire dans d'autres conditions, entre des couches de feuilles pour les glands, par exemple) et ce en prévision des périodes de famine.
La question de la maîtrise de l'agriculture par les populations du Jōmon est débattue. En tout cas elles ne se sont manifestement pas simplement reposé sur une économie de collecte passive, et avaient une connaissance de la méthode de reproduction des plantes. A minima elles ont eu le rôle d'« ingénieurs d'environnement » et de « constructeurs de niches » et ont pu procéder à une forme de contrôle de la reproduction des plantes et des arbres. C'est en particulier évident pour le châtaignier du Japon (Castanea crenata), dont on constate l'introduction au sud de Hokkaido durant le Jōmon récent, manifestement parce qu'il a été apporté là par des humains. D'une manière générale l'omniprésence de fruits à coques sur les sites de cette période est liée à une forme d'organisation de leur reproduction. Si les techniques agricoles des néolithiques ne sont pas clairement attestées, on a pu proposer qu'il y ait eu une forme de contrôle pour la production d'autres plantes : outre les noix et châtaignes, un arbre à laque, le vernis du Japon (Toxicodendron vernicifluum), ainsi que des gourdes, Lagenaria siceraria, une plante aromatique, Perilla frutescens et le chanvre, Cannabis sativa, aux usages multiples) ; à cela s'ajoute la culture de certains types de plantes herbacées.
Des études ont proposé pour plantes cultivées pendant la période Jômon : Perilla frutescens var. (shiso (紫蘇?)), Lagenaria siceraria (gourde), Soja (Glycine max) et des céréales à petite échelle par une agriculture sur brûlis.
Cependant on n'a pas pu établir de lien entre des grains (riz, orge, millet des oiseaux, millet du Japon), carbonisés dans des tessons, et leur éventuelle culture. 
De plus des découvertes récentes ont démontré qu'il existait des traces de techniques liées à la riziculture vers 1000, cependant ces pratiques étaient minoritaires et limitées à certaines régions au nord de Kyushu. 
L'agriculture ne commence à devenir dominante qu'au cours du Ier millénaire av. J.-C., avec la culture des plantes comestibles et notamment celle du riz qui est devenu la principale ressource agricole dans tout l'Extrême-Orient et l'Asie du Sud-Est. 
Cette période, dans cette région du nord de Kyushu, uniquement, relève dorénavant de la période Yayoi dite « Yayoi Initial ».
Du côté des animaux, à l'exception du chien, aucun animal n'a été domestiqué. 
La domestication du porc, en nombre limité, commence seulement à l'époque Yayoi.

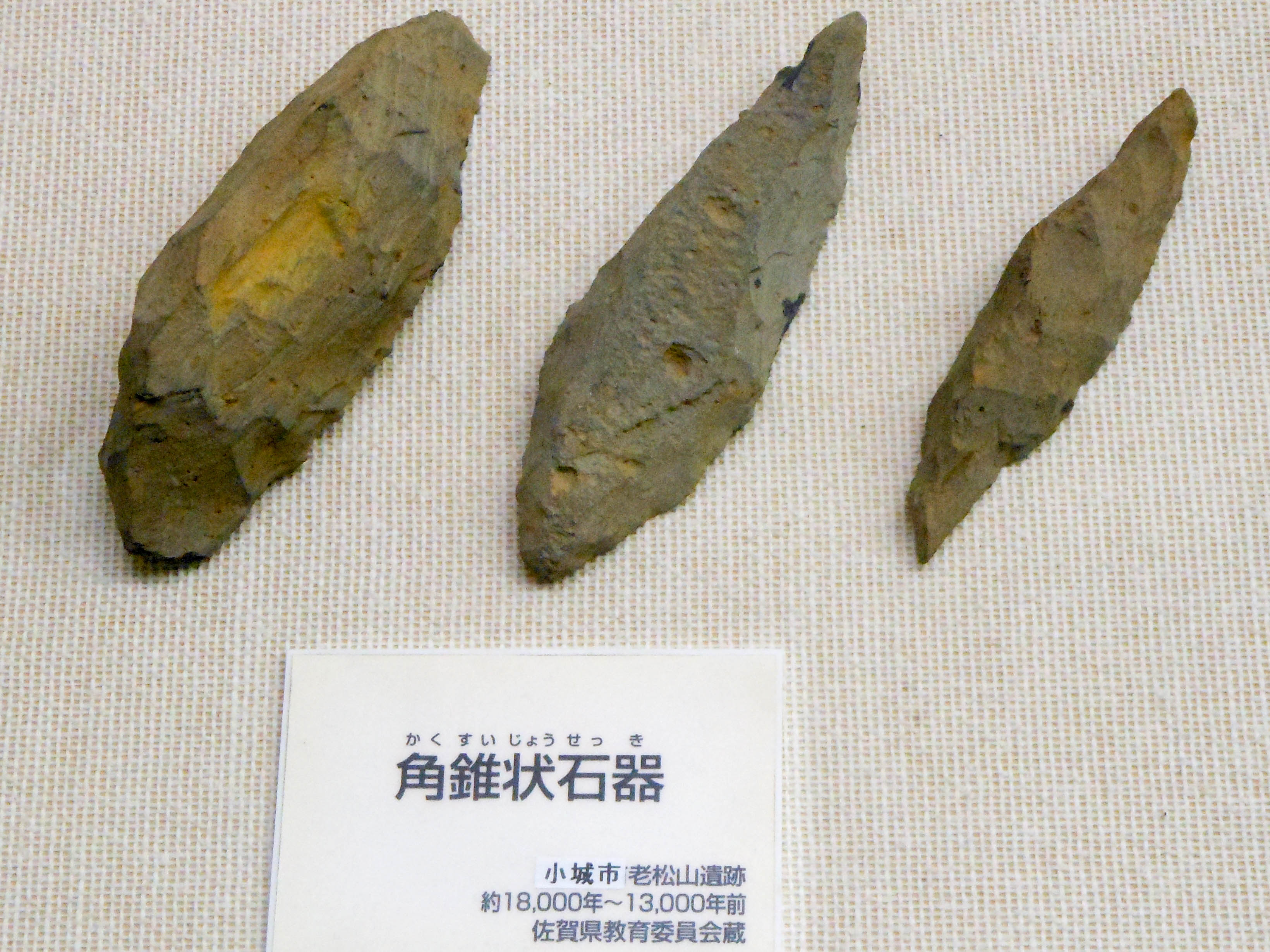
Outils, forme pyramidale, site Oimatsuyama, Ogi, préfecture de Saga (Kyūshū). 16 000-11 000 Paléolithique sup.- Proto Jōmon.
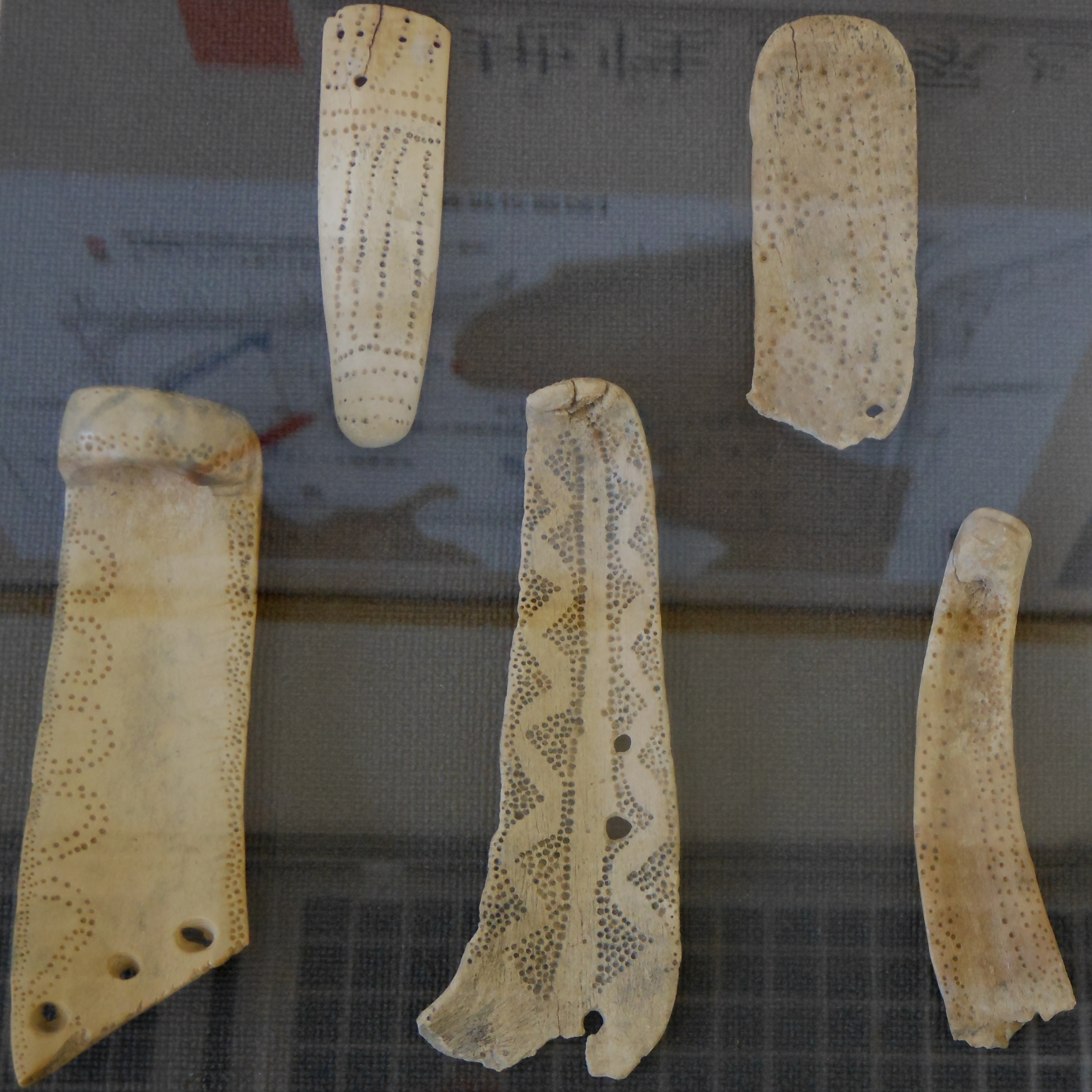
Accessoires en corne de cerf décorée par points d'usure, Jōmon Archaïque, v. 6 000. Site de Higashimyo, amas coquillier.
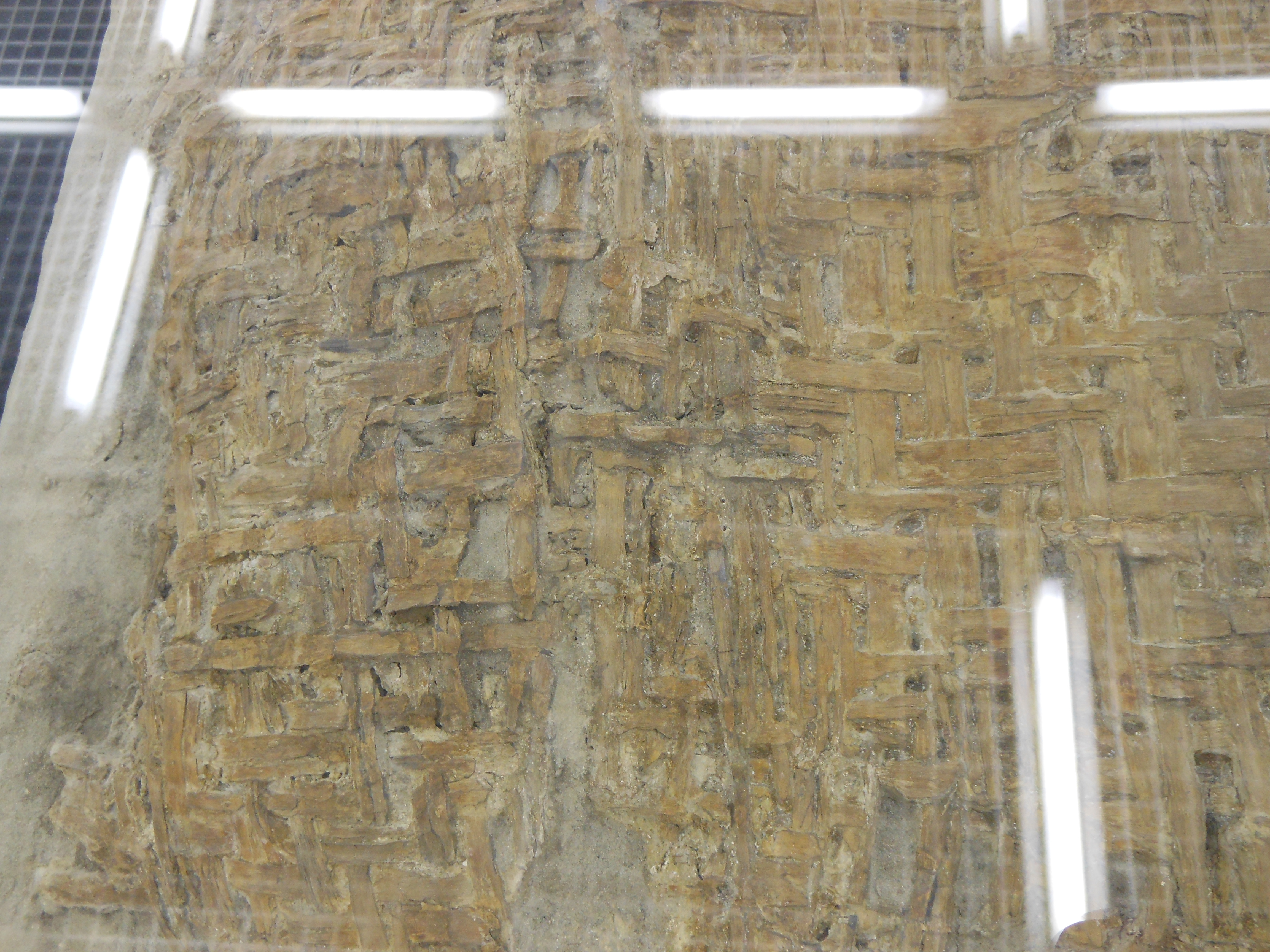
Fragment d'un grand panier, tressage de ficus erecta. Jōmon Archaïque, v. 6 000. Site de Higashimyo.
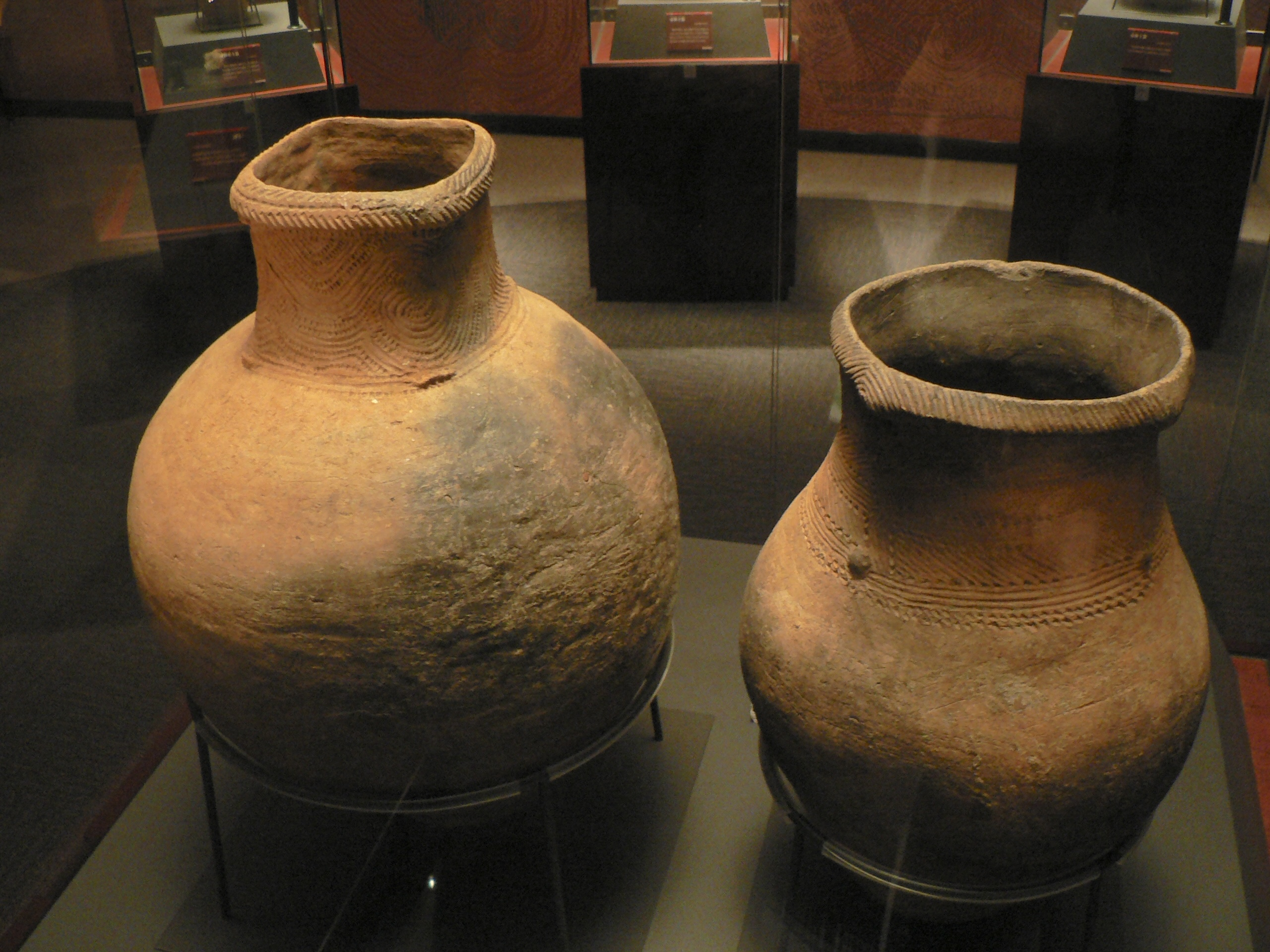
Paire de grandes jarres (silos ?), site d'Uenohara. Kirishima, Kagoshima. Jōmon Archaïque, v. 5 500.
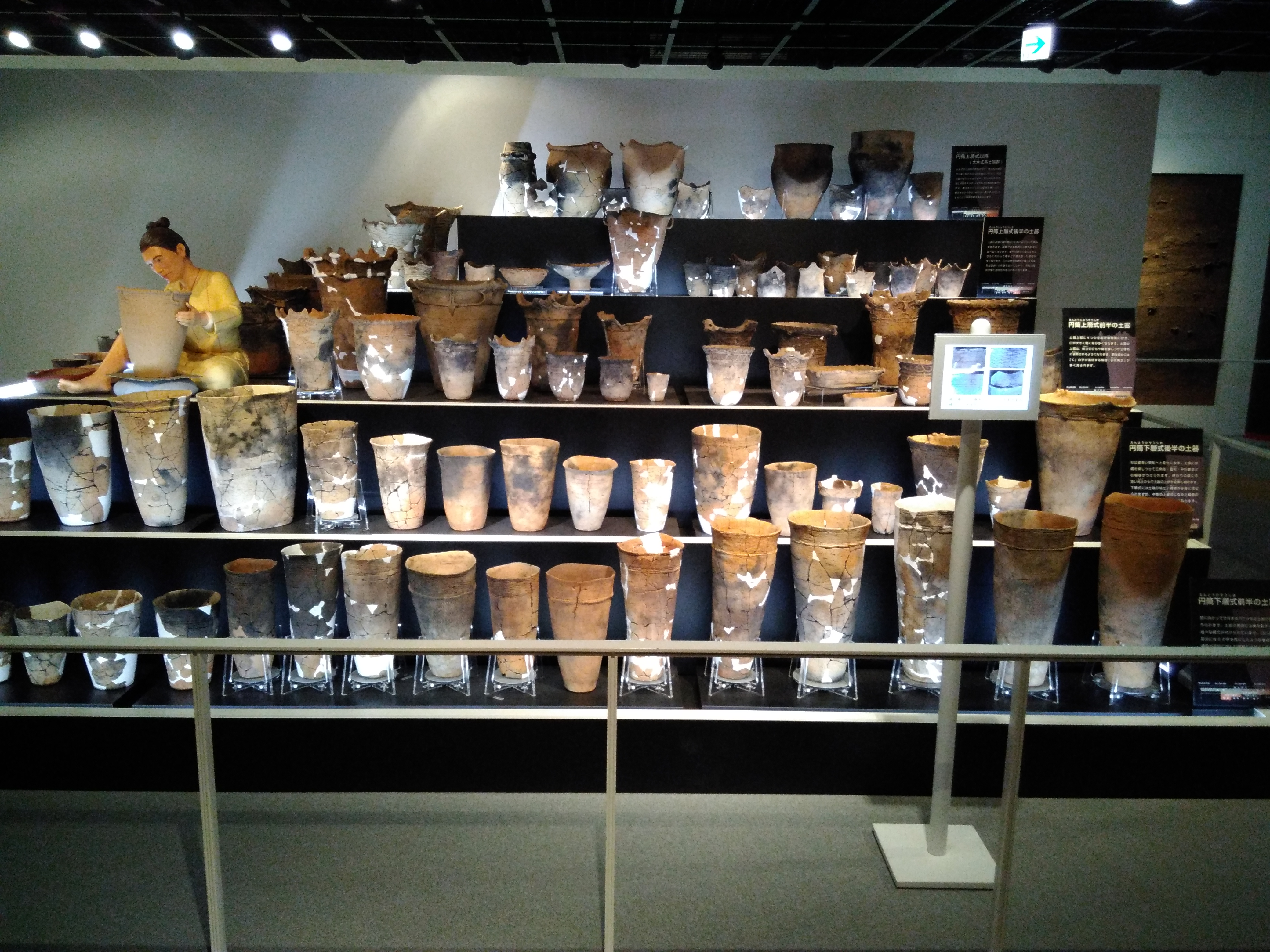
Présentation de la poterie du site de Sannai Maruyama, nord du Japon. Jōmon Ancien, 4 000–3 000.
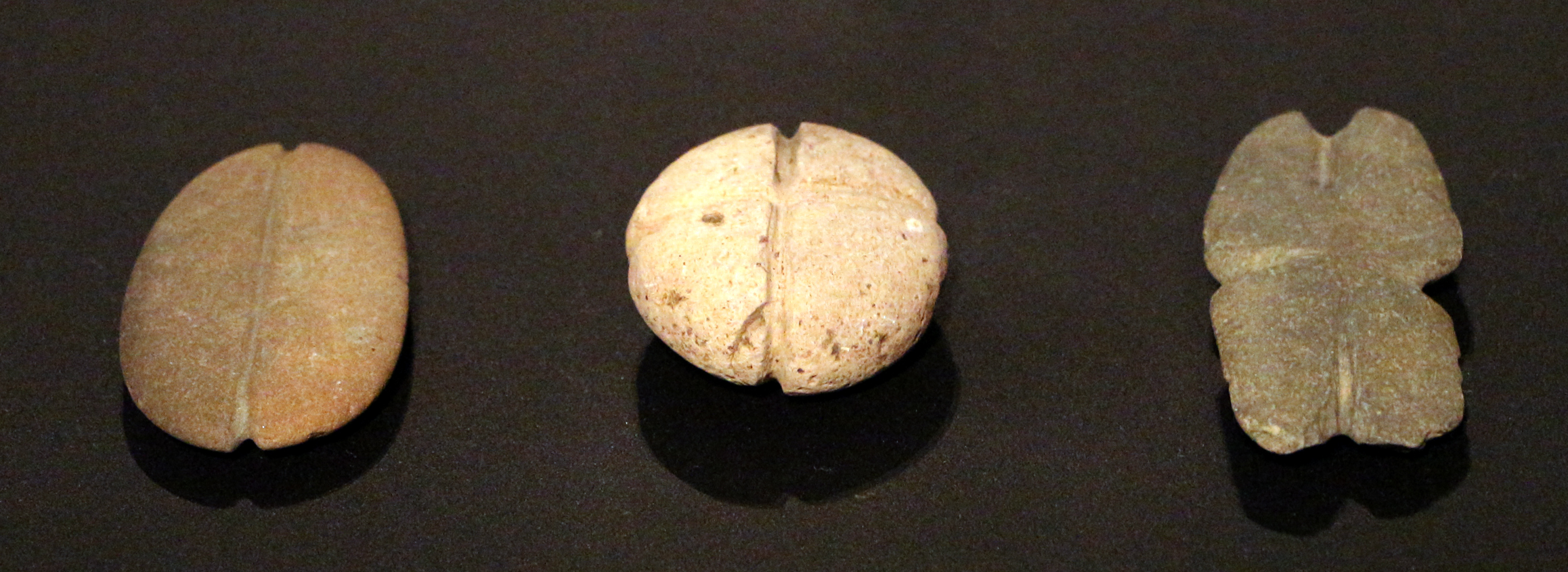
Flotteurs à filets en pierre ponce, Jōmon Moyen, v. 3 000-2 500.

## Céramiques

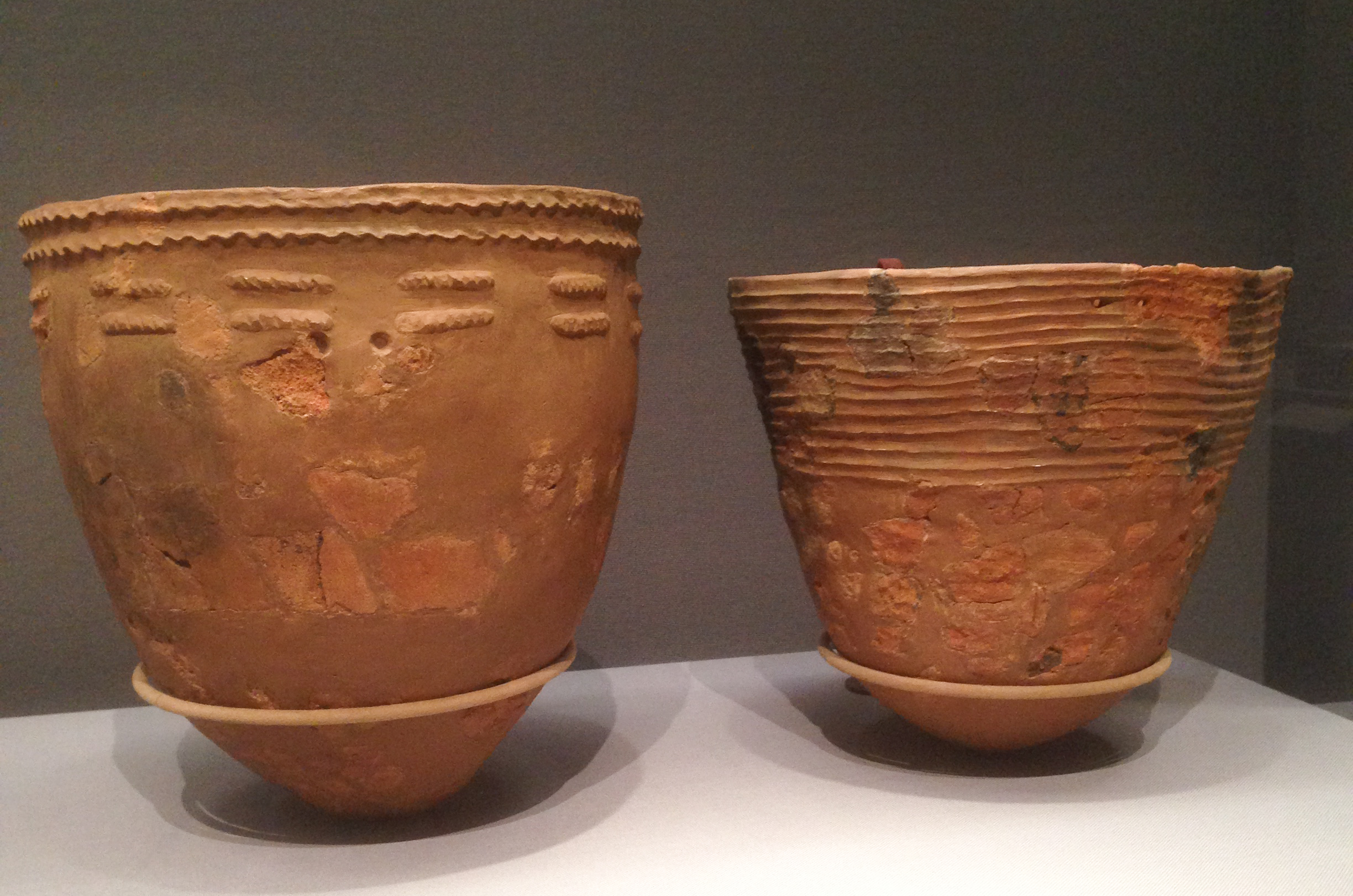
Deux bols profonds, poterie Proto-Jōmon (11 000 - 7 000 AEC). Site de Hinamiyama à Yokohama-shi. Préfecture de Kanagawa, mitoyenne de Tokyo. Musée national de Tokyo.

### Les poteries
Certaines poteries de la période Jōmon remonteraient à environ 16 500 ans avant le présent. Les découvertes de tessons en Chine, ont apporté les indices que des poteries fragiles ont été réalisées dans le sud et dans le nord de la Chine, sensiblement un millénaire plus tôt qu'au Japon,. Les sites chinois de Yuchanyan (Hunan), Zengpiyan (Guangxi), et de Xianrendong (Jiangxi), sont dans l'état actuel de nos connaissances (en 2011) les sites les plus anciens de poterie dans le monde ; sensiblement à égalité – voire plus anciens de quelques millénaires– avec un site correspondant, au Japon, et daté de la période Jōmon : Odai Yamamoto.
En l'absence de tour, les poteries d'usage quotidien étaient réalisées selon la technique du colombin, à partir d’un cordon de glaise enroulé en spirale, ou bien de plusieurs cordons en anneaux superposés. La poterie était ensuite simplement séchée puis cuite dans les cendres d'un foyer (le four n'existant pas encore).
Au départ réservées à la cuisson des aliments, elles servent par la suite pour le stockage de nourriture et aussi de sépultures. Les plus grandes mesuraient 1 m de haut et près de 70 cm de diamètre.

#### Des décors propres au Jōmon dans un contexte d'échanges avec le continent

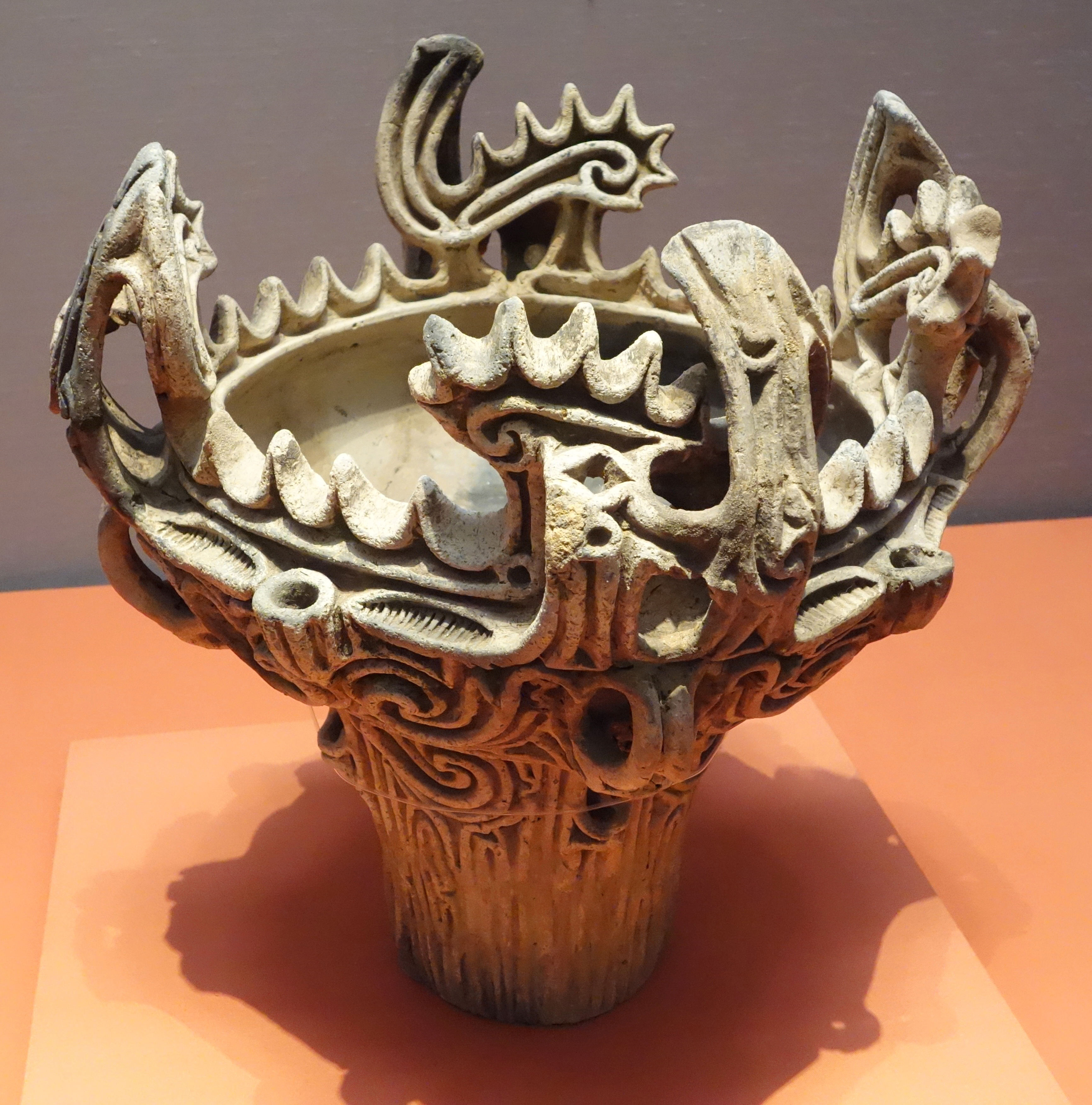
Jarre à ouverture ornée de « flammèches » (Jōmon Moyen, 3000-2000). site: Sasayama, Niigata Prefecture. Tokamachi City Museum.

Les premiers décors se limitent à de petits mamelons ou des cordons lisses à partir de 10 000.
Dès le Jōmon Initial, à côté des poteries simples, sans aucune décoration, les artisans en réalisaient aussi d'autres, peut-être pour un usage rituel, pourvues de décorations assez sophistiquées, faites avec des cordes tressées ou enroulées sur des bâtons, et appliquées sur la terre crue. Ces deux groupes de poterie semblent avoir servi pour la vie domestique de tous les jours. Ces ornementations constituent le premier exemple d'art appliqué à des objets utilitaires dans les îles du Japon. La technique de fabrication de la poterie remonta jusqu'à Honshū, pour atteindre Hokkaidō vers 6 500 av. J.-C. L'apogée de la « culture Jōmon » se situe entre le Jōmon Moyen (3 000–2 000) et le Jōmon Final (1 000–300). Les céramiques « à dessins cordés » sont alors produites par une multitude de petites communautés disséminées dans tout le Japon : il ne faudrait pas considérer le Jōmon comme un phénomène unitaire et homogène. Par ailleurs, ces « motifs cordés », caractérisant la civilisation Jômon, ont été retrouvés dans des sites à plus de 1 500 km au sud du Japon, ce qui semble témoigner des échanges à cette haute époque.
Au fur et à mesure de l'évolution de la culture Jōmon, les motifs décoratifs se sont diversifiés et complexifiés, comprenant des impressions de coquillages, de bambous, des reliefs et surtout l'ajout de motifs dits de « flammèches », en haut-relief, sur les anses et les rebords des récipients. Ces motifs en flamme, du style Katsusaka, ont été découverts sur une centaine de sites, pour la plupart dans la moitié nord de Honshū et pour les très haut reliefs, sur la côte ouest (Régions Chubu et sud-ouest Kanto). Au Jōmon Moyen (3 000–2 000), ces motifs en très haut relief en avaient rendu problématique l'usage utilitaire, quoique des résidus de matière calcinée y ont été retrouvés.
Les potiers ont fait ici preuve d'une créativité étonnante. Ce sont les objets du Jōmon les plus célèbres et les plus souvent reproduits, avec des formes uniques dans l'histoire de l'humanité, mais ils restent néanmoins tout à fait énigmatiques.
À partir du Jōmon Récent (2000–1000), les poteries sont le reflet de la pénétration d'influences venues du continent, notamment dans le nord-est de l'archipel ; certaines formes semblent imiter les vases de bronze chinois contemporains. En tout cas, si les décors incisés et imprimés restent prédominants dans le centre et le nord, on voit apparaitre un style nouveau dans l'île de Kyūshū, au sud, avec une poterie noire et brillante. La céramique noire étant obtenue par un procédé de cuisson en réduction qui a été pratiqué dans la culture de Longshan du Shandong, entre 2 600 et 1 900. Dans ce même temps, au sud-est, dans l'île de Kyūshū, on a trouvé les premiers indices d'agriculture, y compris de riziculture humide, selon une progression probable depuis la Chine, en passant par la Corée puis par le détroit de Tsushima.

### Les figurines: dogū

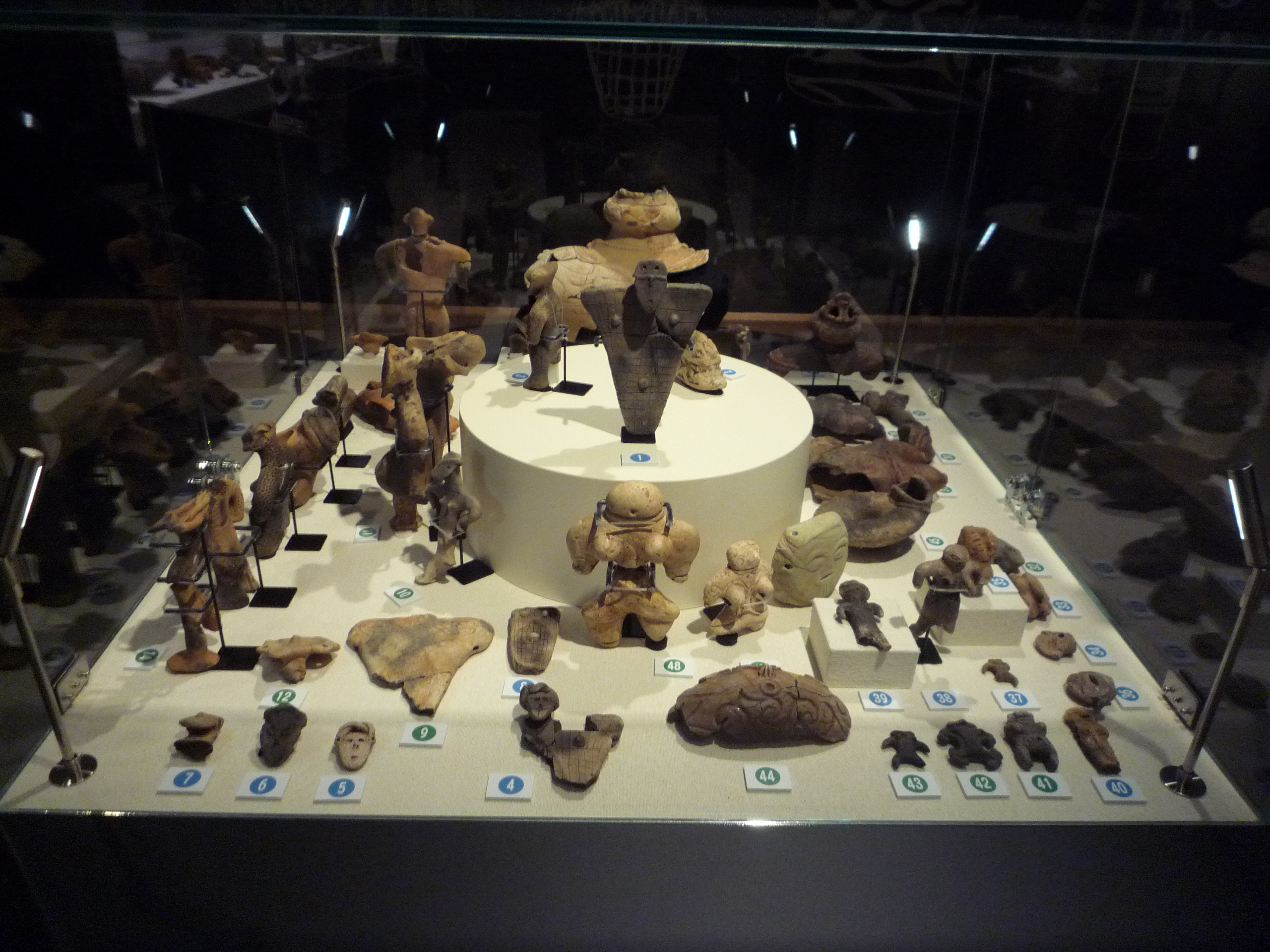
Présentation des figurines, dogu et masques, Jōmon Récent, v. 2000, du site d'Isedōtai, Kitaakita City, Préfecture d'Akita. Nord du Japon.

Ces petites figurines en argile, ou dogū (土偶) sont répandues depuis le sud d'Hokkaido et Tohoku, au Nord, jusqu'à la région d'Osaka - Kyoto, le Kinki, au Centre, mais pas au-delà. Les premières sont apparues au VIIe millénaire, elles sont de forme humaine, aux traits plus ou moins féminins, et constituent les premiers témoignages de la sculpture japonaise. Leurs fonctions étaient vraisemblablement liées à des cérémonies diverses : cérémonies funéraires (ce sont des offrandes au défunt, parmi d'autres), « rites de fécondité », rites de guérison. Elles sont pour moitié retrouvées brisées, souvent au niveau des bras et des jambes. Comme de nombreuses têtes ont été séparées du corps qui était brisé, il est peu probable qu'elles aient été brisées involontairement. La plus haute concentration se trouve dans le Nord, sur l'île d'Hokkaidō et au nord de l'île de Honshū, même si la production concerne la totalité du territoire et de la période.
Il existe une très grande variété de formes et la stylisation permet une multitude de solutions, toutes cohérentes sur le plan plastique. Il en existe en forme de plaque, en croix, en triangle (ex. : à Sannai Maruyama) : les détails sont alors de faible relief, saillant ou en creux. Dans le cas des dogū d'Ebisuda aux yeux globuleux ou à « lunettes de neige », les yeux lisses, au milieu du corps couvert d'ornements, trouvent un « écho » dans les bras et jambes laissés nus. Les hanches peuvent être figurées larges, mais pas dans le cas des dogū assis de Kazahari. Quant au dogu de Chobonaino, Hokkaido, il ne porte guère d'attribut féminin. Ces figurines sont montées au colombin, et donc des pièces creuses, sauf en ce qui concerne les figures sous forme de plaques.

### Les «masques»
Les premiers masques, les domen, sont confectionnés à partir de valves d'huîtres ou de pectens percés de trous pour représenter la bouche et les yeux, mais au Jōmon Récent (1 500–1 000) ils sont beaucoup plus nombreux et apparaissent des masques en terre cuite. Ces derniers, jusqu'au Jōmon Final, sont d'une facture relativement élaborée selon les régions, et souvent moins stylisés que les dogū. On peut en constituer 8 groupes : plus « réalistes » au sud d'Hokkaido, avec des caractères plus stylisés, voire au nez déformé, au nord de Honshu, avec des « tatouages », au Centre, voire peints, un peu plus au Sud. Il n'y en pas au Sud du Japon. Les yeux et la bouche sont parfois soulignés par ce qui pourraient être des scarifications. Ils présentent des perforations, notamment au niveau des yeux, probablement pour être portés. Seuls quelques petits formats, dépourvus de trous de fixation, ne pouvaient pas l'être.

## Rites

Structures cérémonielles.
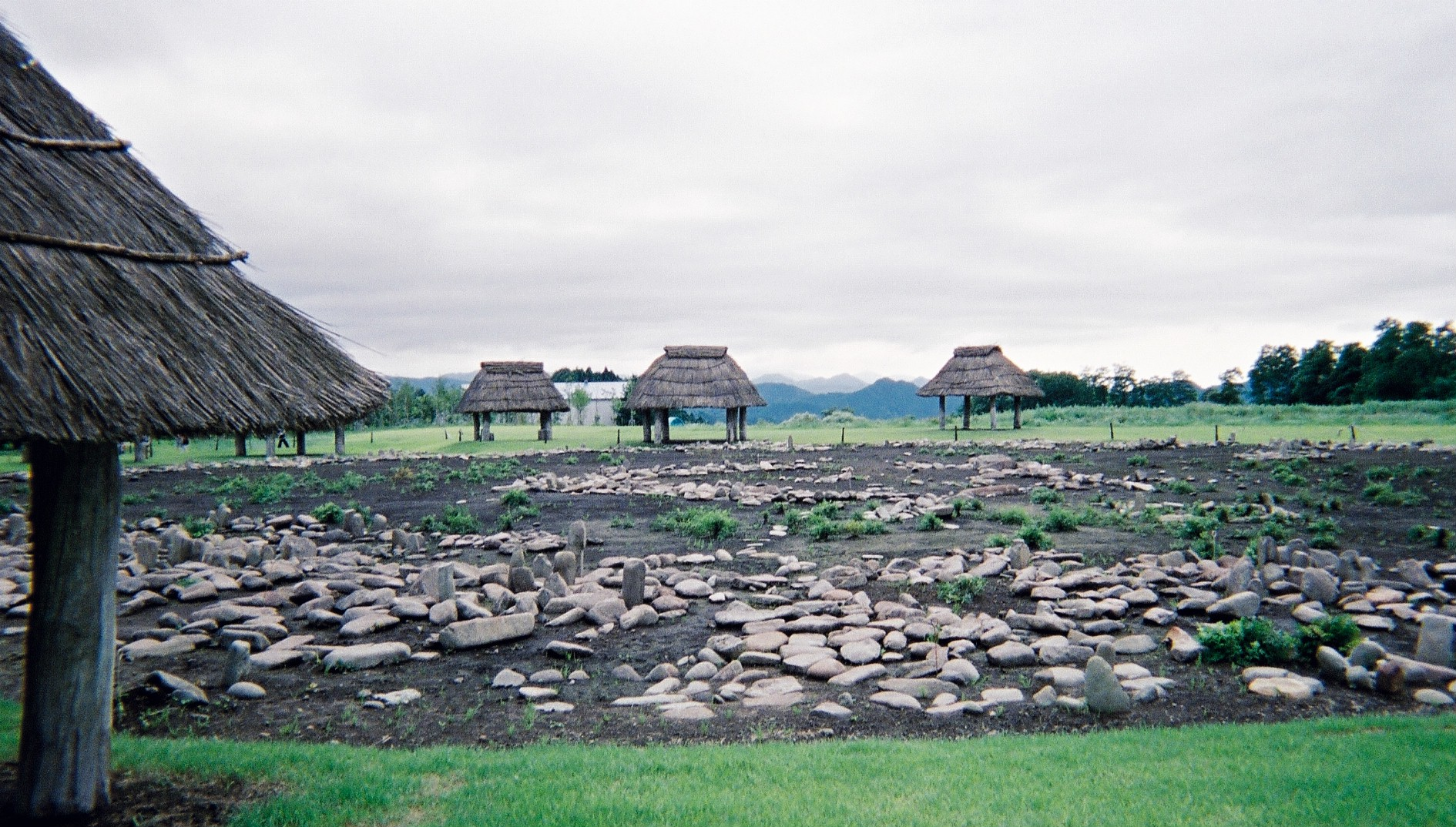
Site d'Oyu à cercle de pierres. Structures hypothétiques surélevées à toit de chaume. Préfecture d'Akita. J. Récent, v. 2500-1500[61].
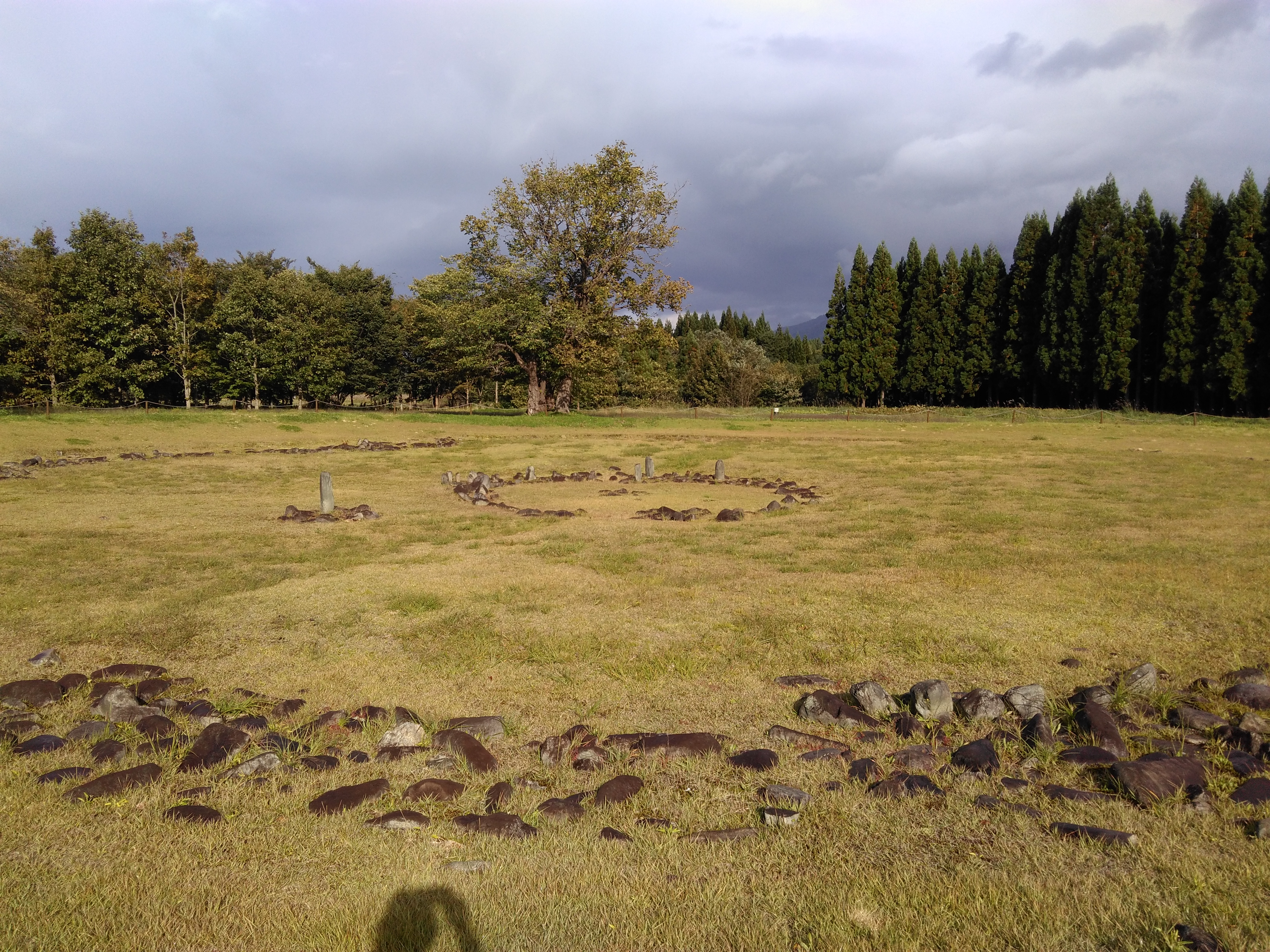
Cercles concentriques, à g. : disposition radiale ((en) sundial). Jomon Récent. Site d'Oyu, préfecture d'Akita, nord de Honshū.
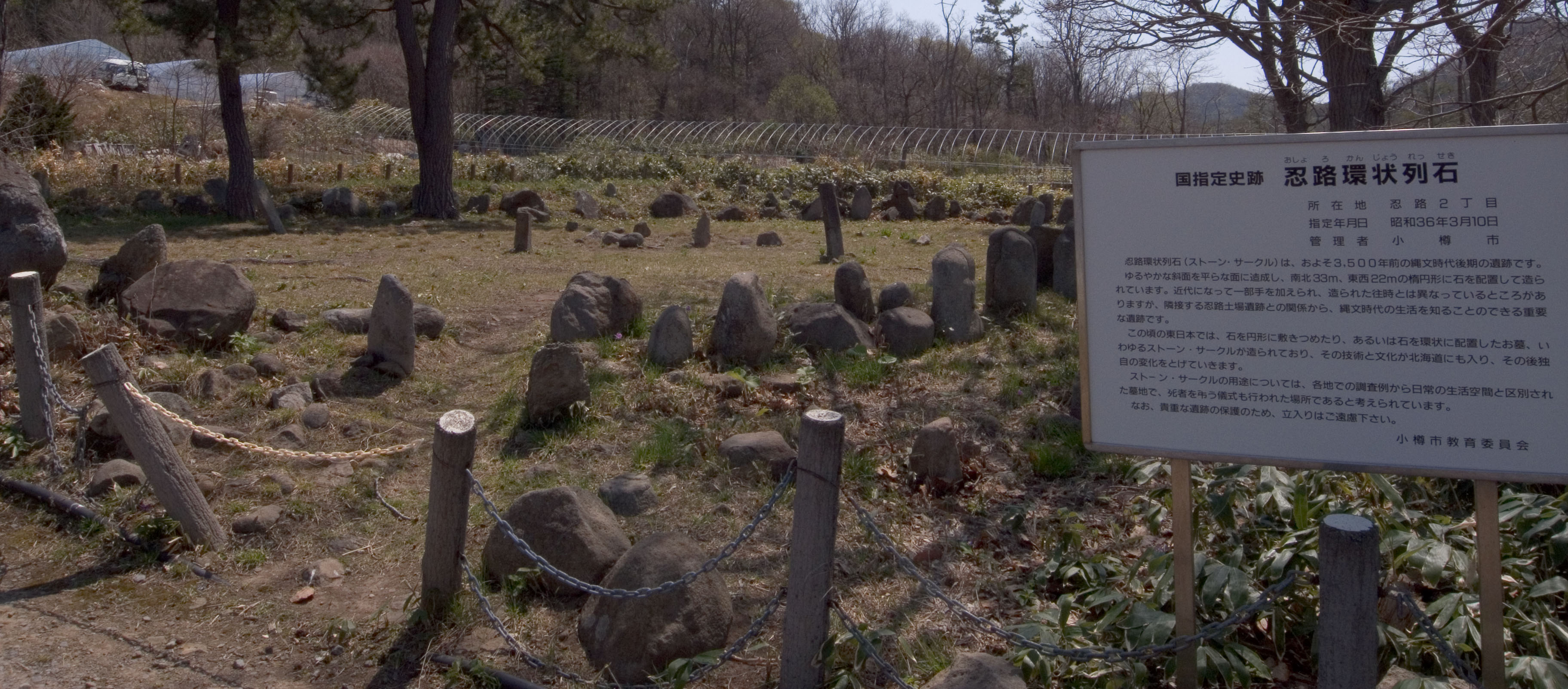
Cercle de pierres levées dont une pierre phallique. Site d'Oshoro. Jōmon Récent, v. 1 500. Otaru, Hokkaido.
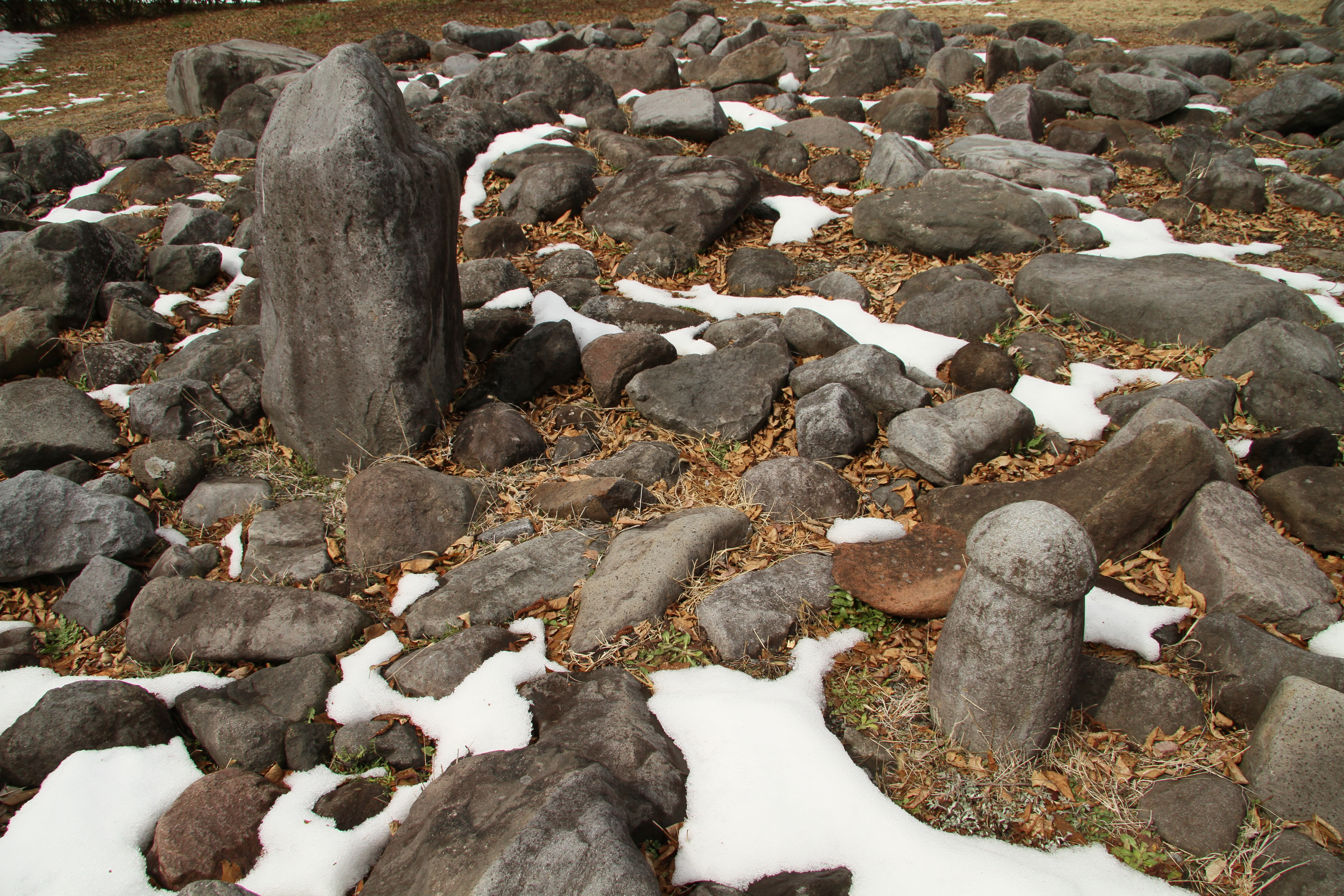
Structure cérémonielle dont une pierre phallique. Jomon Final. Site de Kinsei, préfecture de Yamanashi, Chūbu. Centre.

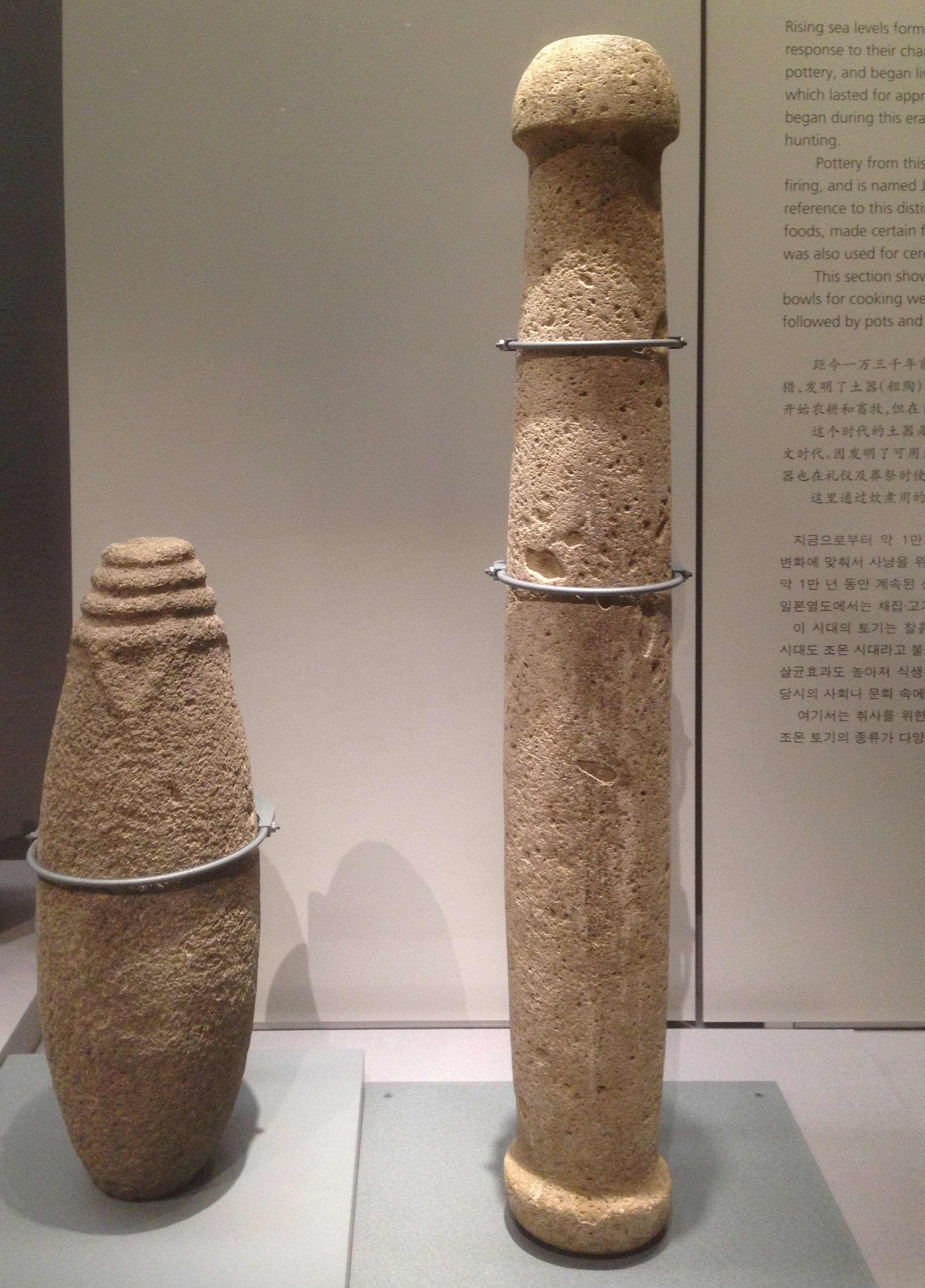
Pierres phalliques. À dr. H. env. 1 m. Jomon Moyen, 3000-2000 AEC. Tokyo National Museum.

### Pierres phalliques
Des pierres dressées (H. max. env. 1 m) ayant un aspect plus ou moins phallique étaient placées au Jomon Moyen derrière l'habitation ou à proximité du foyer, dans la seconde enceinte de pierre autour du foyer. Le foyer ayant une connotation féminine forte, selon Mizoguchi, due au travail de la femme et à sa féminité. Dans le centre-nord et le nord-est de Honshu, au Jomon Final, les deux sexes étaient aussi figurés ensemble sous forme d'une espèce de « couronne » de pierre (H. env. 8 cm.) , le sexe mâle étant posé debout sur le sexe femelle. Il existe une autre version, plus fine, sous forme de « sabre », parfois à deux bouts similaires, de 30–60 cm de long. On trouve aussi ces pierres phalliques et ces « sabres » dans les structures cérémonielles et dans certaines tombes.

### Rites funéraires
La très grande acidité des sols volcaniques, peu favorable à la conservation des ossements et du bois, a considérablement limité l'étude des pratiques funéraires. Cependant, les nombreuses installations sur amas coquilliers, dont le calcium permet la préservation de l'os, ont permis de faire des observations, au moins sur ces sites.
Les corps retrouvés sont majoritairement placés, seuls, en position fœtale pendant les débuts de l'ère Jōmon, mais sont placés en position allongée par la suite. L'incinération est rare, mais peut se trouver, et une seule urne funéraire a pu contenir les cendres de quinze corps. L'inhumation secondaire est possible, plus encore aux époques tardives sous forme de tombe commune en cercle (une centaine de corps), plus rarement en rectangle, parfois dans des jarres, pour un seul corps.

### Dépôts funéraires
Entre 20 et 30 % des corps, au début de la période, sont accompagnés de mobilier funéraire composé d'objets quotidiens. Les objets « précieux », les pots, apparaissent au Jomon Moyen, entre 1 et 14 %. Les dépôts funéraires sont bien plus abondants, sujets à variation rapide, au cours des dernières phases : ornements, objets de bois laqué et objets cérémoniels (pierres phalliques, figurines, plaquettes de terre cuite ou de pierre). Les poteries de plusieurs types aussi. Ils attestent de différences sexuelles par les ornements, mais aussi semblent attester de différenciations sociales au Jōmon Récent et Final. On a ainsi entre 10 et 30 % de dépôts funéraires dans les tombes, mais seulement un maximum de 10 % d'objets précieux.

### Le village et les morts
Au cours du Jōmon Moyen le site de Nishida, préfecture d'Iwate, offre un exemple type de ce que l'on rencontre ailleurs. Il s'agit d'une structure « habitat / monument » où le mort et le vivant se répartissent de manière répétitive sous forme de structures matérielles et imagées (symboliques). À cette époque le site présente une étrange configuration : à la périphérie, le grand cercle de 14 habitations semi-enterrées, et leurs silos enterrés, puis le cercle de structures rectangulaires sur poteaux, dont la fonction reste inconnue. Au centre : deux petits rangs de 13 tombes entourées par les autres, rayonnantes et divisées en plusieurs groupes — une sorte de « place pour les morts ». Les structures à poteaux semblent correspondre à ces groupes du premier cercle, comme si elles avaient servi au traitement des morts, ou en relation avec les ancêtres. Une zone intermédiaire entre les vivants et les morts, en quelque sorte. Les uns comme les autres pouvant être en lien avec des lieux de résidence plus ou moins temporaires et éloignés. Or la présence répétée de telles structures spatiales, chaque fois dans une région limitée, suppose des ensembles régionaux où se trouvent associés des groupes. Et ces groupes sont fondés, au départ, sur une distinction binaire, distinction que l'on retrouve en deux rangs parallèles (les 13 tombes) au centre de la structure de Nishida. On voit ainsi que les rites sont alors indissociables de l'habitat et de la société des hommes, vivants et morts.

### Cimetières et structures cérémonielles
Les villages de grande taille sont parfois en phase décroissante à toutes les époques Jōmon. Lorsqu'ils sont en quasi-abandon ils peuvent devenir des « villages-cimetières » avec des espaces cérémoniels. Au Jōmon Initial des structures de pierres apparaissent. À la fin de la seconde moitié du Jōmon Ancien, au moins dans la région de Chubu ils pourraient indiquer une rupture culturelle majeure. Leur nombre s'accroît avec le temps. Ils prennent la forme de cercles de pierres (jusqu'à 50 m de diamètre), parfois de structures radiales en cadran solaire, comptent de nombreuses pierres dressées, parfois des pierres phalliques. Les tombes peuvent réutiliser d'anciens silos enterrés abandonnés. Le nombre de ces dispositifs est élevé à Hokkaido et au nord de la région de Tohoku au Jōmon Récent (site d'Oyu, par exemple). Ces structures cérémonielles coïncident avec les tombes. Elles représentent des travaux de terrassement considérables, par exemple 2 400 lourdes pierres sur le site de Komakino, déplacées sur 70-80 m de dénivelé, et 315 m3 de terre, déplacés pour niveler le terrain. Sur le site de Monzen, Iwate, du Jōmon Récent, ce sont 15 000 pierres qui ont été disposées, serrées les unes contre les autres, en forme d'arc (avec sa corde) gigantesque. Hokkaido possède d'autres sites en terre-pleins concentriques, kanjo dori, de 30 à 75 m de diamètre, avec des tombes placées dans les cercles centraux entourés d'une « banquette » de terre, de 50 cm à 5,4 m de haut. Enfin on rencontre aussi des tertres, autres types de terrassements à grande échelle, au Jōmon Récent et Final, comme sur le site de Terano-Higashi, préfecture de Tochigi : un anneau de 165 de diamètre et un tertre de 15 à 30 m de large. On y a trouvé de nombreux objets cérémoniels : figurines, pierres phalliques, « boucles » d'oreille, perles de pierre polie sur le tertre et sur la « place ». C'était encore au cours d'une phase de décroissance du village (fin Jōmon Récent– Jōmon Final). On trouve aussi des structures en poteau de bois, conservés par l'eau, comme sur le site de Chikamori, préfecture d'Ishikawa. Le nombre total des poteaux s'y élève à 350, mais ils ne sont pas tous semblables. Huit structures parfaitement circulaires sont réalisées avec 8-10 demi-poteaux (60-80 cm diamètre) et deux, en forme de croissant, qui évoquent une entrée. Il pourrait s'agir de restes de constructions disparues.

### Kami
Depuis des temps immémoriaux, les Japonais ont adoré les Kami — les esprits qui habitent ou représentent un lieu particulier, ou incarnent des forces naturelles comme le vent, les rivières et les montagnes. Chaque fois qu'un nouveau village a été fondé, un sanctuaire était érigé pour les esprits de cet endroit pour les honorer et assurer leur protection. On croyait que les Kami pouvaient être trouvés partout, qu'aucune place au Japon n'était en dehors de leur pouvoir. Le shintoïsme englobe donc les doctrines, les institutions, les rituels et la vie communautaire fondée sur le culte des Kami. Cela dit, rien ne prouve que le culte des Kami ait existé au cours de la période Jōmon. Les premières figurines de terre cuite apparaissent, dès le Jōmon initial, très schématiques et aussi très fragmentaires ; certaines présentant manifestement des « seins ». Mais le peu de preuve disponible doit nous interdire toute reconstruction de l'usage qui en était fait alors. Tout au plus manifestent-elles l'interdépendance entre une image et un sens.

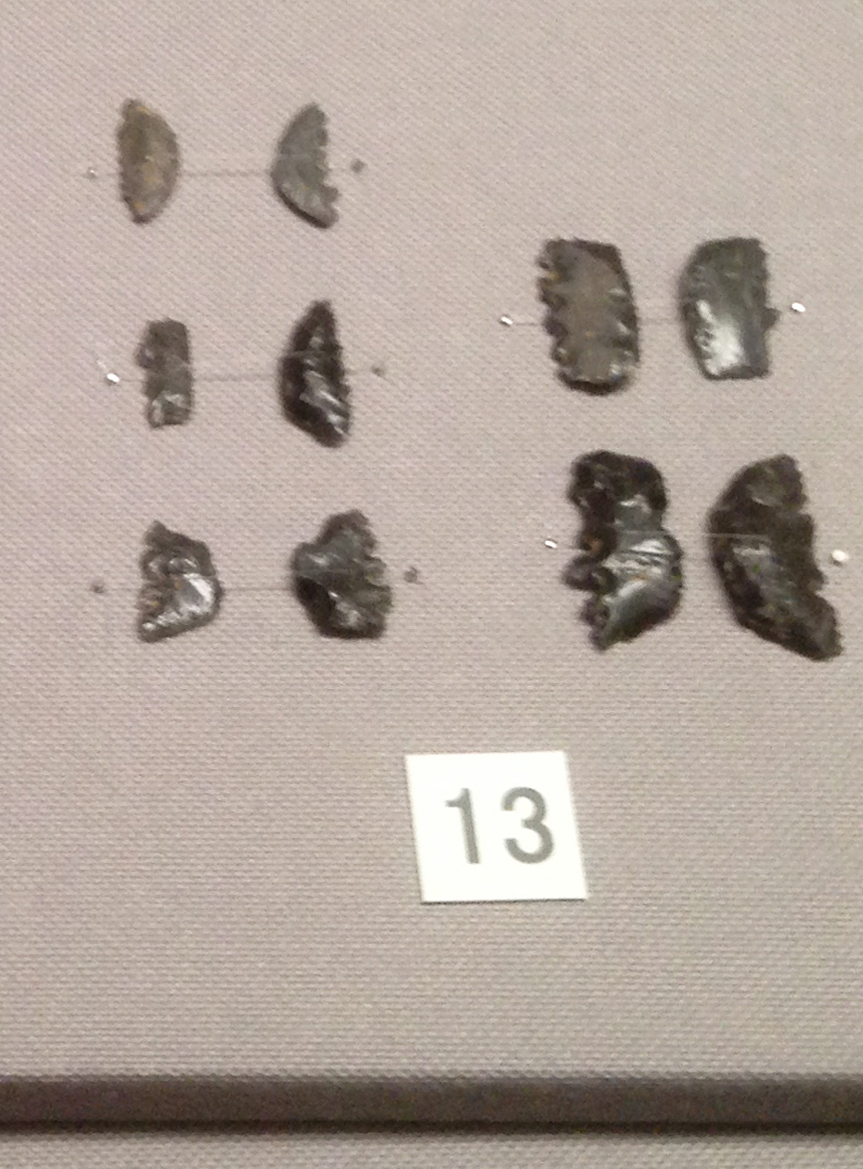
Lames pour harpons composites, taillées « en scie ». Obsidienne. Jomon Final - Yayoi Initial. Sud-est de la Corée, Détroit de Corée et nord-ouest de Kyushu.

## Jōmon Final: apports coréens, Épi-Jōmon et culture Aïnou
La densité des grandes installations, la fréquence de leur utilisation ainsi que la complexité des stratégies de subsistance sont caractéristiques de sociétés de collecteurs. Celles-ci n’ont cessé de croître jusqu’au Jōmon Moyen pour décroître ensuite dans l’est du Japon : région du Kantō et du Chūbu, et dans une certaine mesure dans la région du Tōhoku. Dans l'Ouest, dans les régions de Kinki, Chūgoku, Shikoku et Kyūshū, les sociétés de collecteurs-chasseurs ont continué à se développer jusqu’au Jōmon Récent. L'île de Kyushu a reçu l'apport de procédés d'origine coréenne à la fin de la période de la céramique Mumun : nouvelle typologie des poteries, sans décor, agriculture du riz, harpons composites, objets en bronze et premiers dolmens. On passe ainsi, dans cette région de l'île, à la période du Yayoi Initial (900 ou 500  -  400/300 AEC).
Puis, au Nord-est du Japon, l'Épi-Jōmon, ou Zoku-Jōmon (environ 100 AEC - 700 EC) se développe dans la culture Aïnou. Il semble attesté que la culture Jōmon trouve ainsi un prolongement dans la culture Aïnou, mise au contact au cours de cette période de l'agriculture et des technologies du bronze et du fer d'origine coréenne (Période de la céramique Mumun). Ce territoire semble par ailleurs avoir été, au moins dès l'époque Jōmon, celui des populations Aïnous. La culture Jōmon va perdurer à Hokkaidō jusqu'au 8e siècle, à l'époque de Nara, mais avec la culture Satsumon, identifiée comme étant celle des Emishi, le processus de néolithisation y est enclenché.
Selon Takurō Segawa de l'université de Sapporo, il existe une continuité linguistique, culturelle et ethnique entre les époques Jōmon, Epi-Jōmon, Satsumon de Hokkaidō et la culture aïnou post-Nibutani (Nibutani bunka, ニブタニ文化、 二風谷文化) telle que nous la connaissons aujourd'hui. Il ne serait pas pertinent de limiter la culture aïnoue à l'après XIVe siècle, comme le font encore certains historiens japonais qui se basent uniquement sur l'apparition de la laque dans la région de Nibutani. Ainsi la culture aïnoue constituerait le dernier vestige vivant de la culture mésolithique Jōmon, laquelle s'étendait à l'origine sur la majorité de l'archipel japonais, et ce jusqu'à l'arrivée du peuplement néolithique Yayoi provenant du continent (Segawa se base entre autres sur la haute fréquence des toponymes d'origine aïnoue dans tout le nord du Honshū).
Dans le reste des îles c'est la période Yayoi qui va suivre : vers 900 ou vers 400/300 AEC – 250/300 EC.
Ainsi le centre de la « prospérité » se déplace, au Jōmon Moyen, depuis le centre du Japon vers la région du Tōhoku. Cette « prospérité » est évaluée sur la base de la complexité des objets manufacturés et par la multiplication d'objets de rituels, et non sur la base du nombre de villages ou sur la quantité de matériels archéologiques découverts[réf. souhaitée].
Toutes les formes spécifiques à la période — poteries, figurines, masques, pierres phalliques — disparaissent à la période Yayoi, avec l'émergence de l'agriculture. À l'exception des figurines de terre cuite qui auraient « évolué » en vases à contenir les ossements pour une inhumation secondaire, tous ces objets rituels disparaissent. La transformation des modes de subsistance et de vie a peut-être entrainé la disparition de ces rituels.

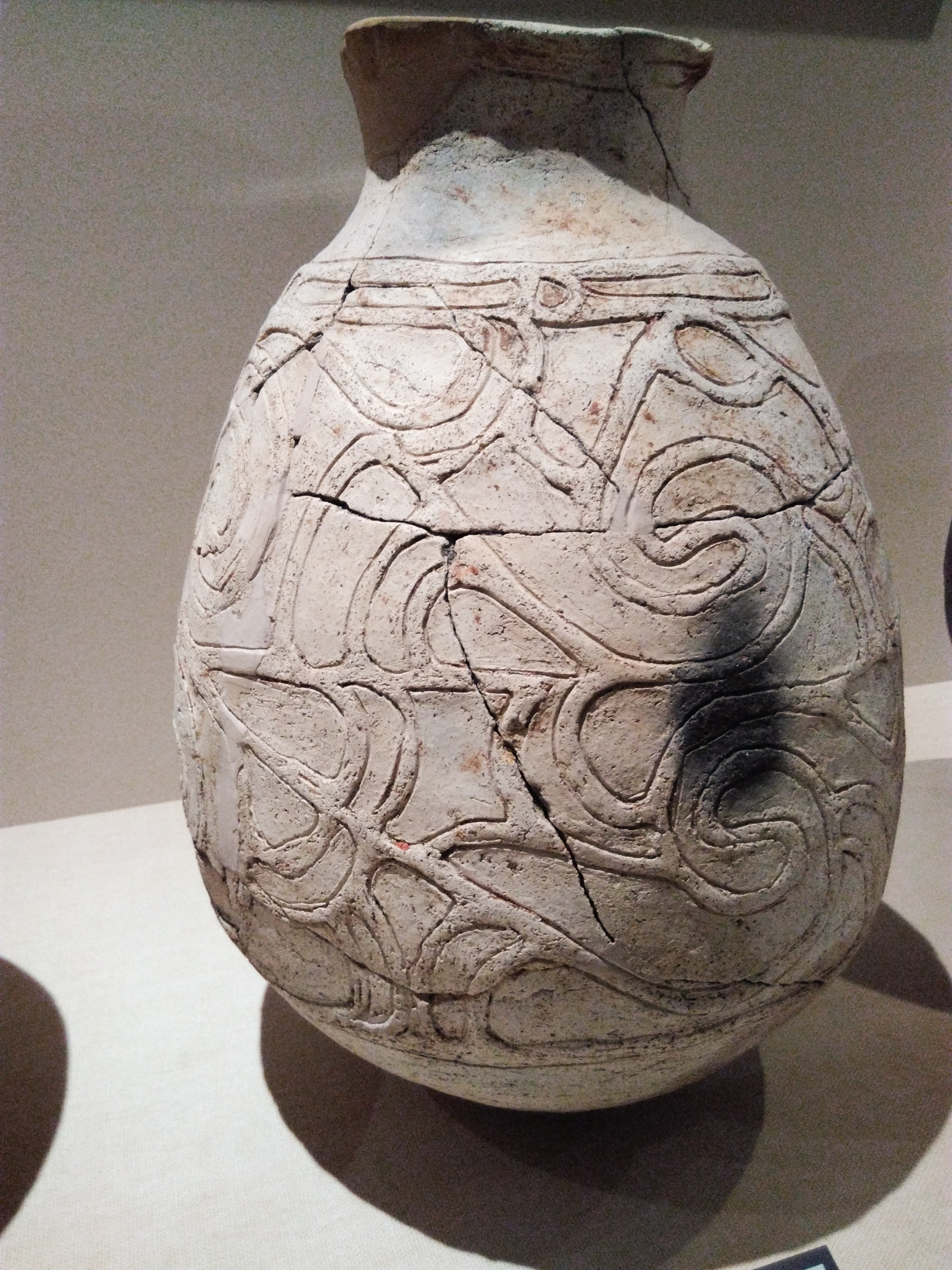
Jarre de célébration funéraire. Jōmon Récent, v. 2 500-1 500. Cercles de pierres d'Oyu, musée, (Préfecture d'Akita). Nord Honshū
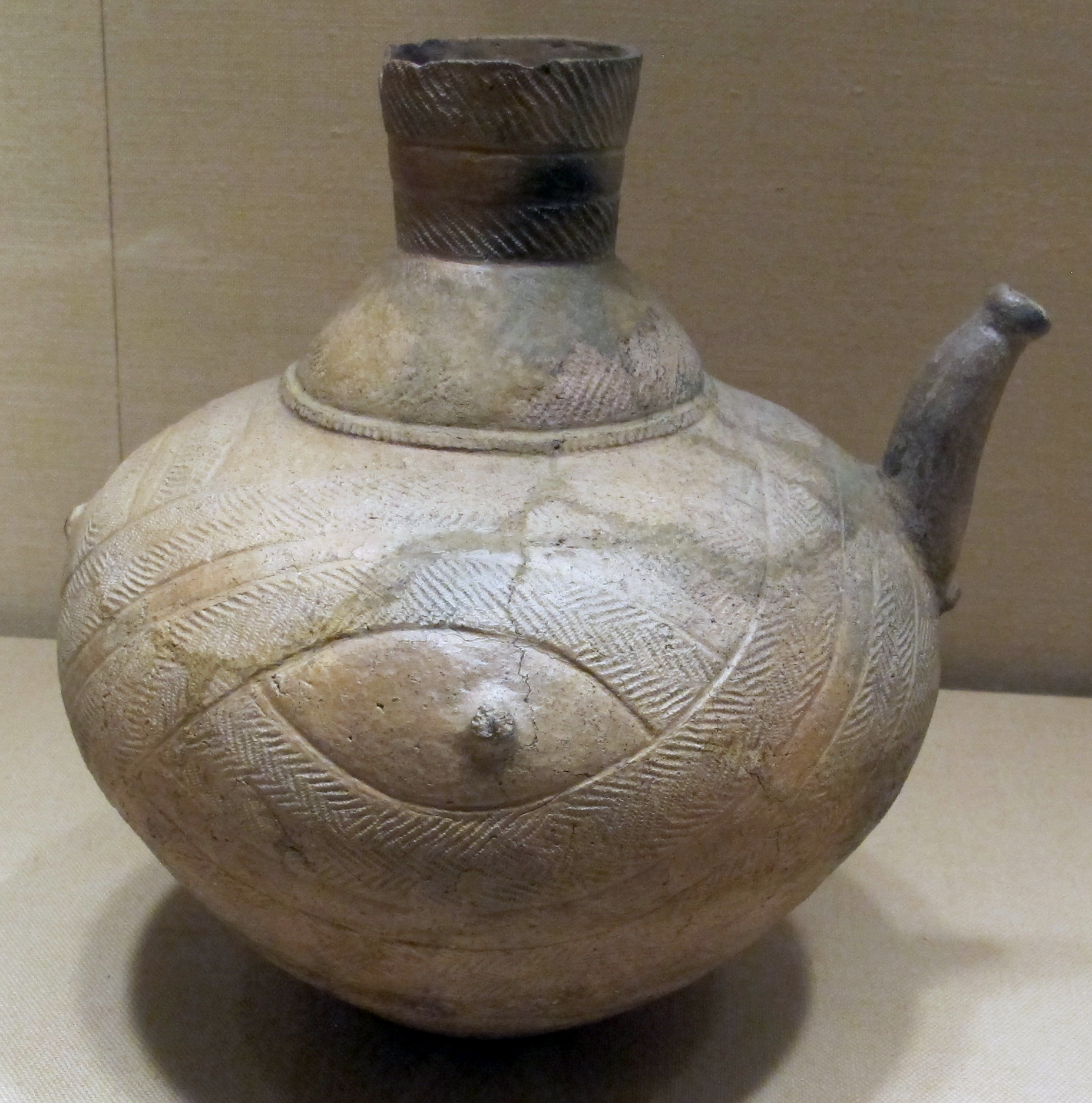
Verseuse, décor cordé et incisé. H. 31 cm. Jōmon Récent, 2 500-1 000. Région du Tōhoku, style Tokoshinai type 5. Met.. Nord-Honshū
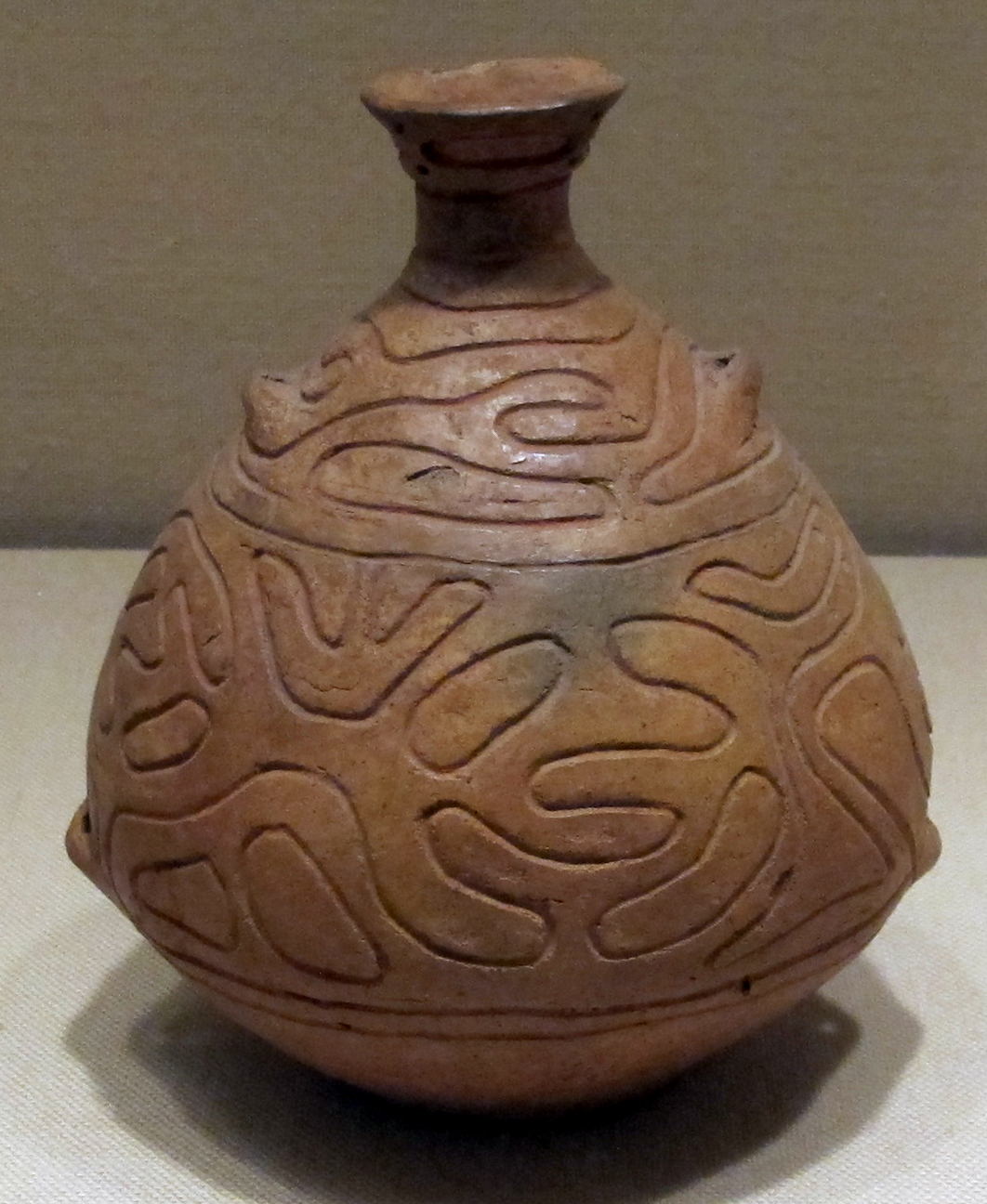
Bouteille, H. 20 cm, terre cuite polie, peinte en rouge et incisée. Jōmon Récent, 2 500-1 000. Tōhoku, Nord Honshū. Met.
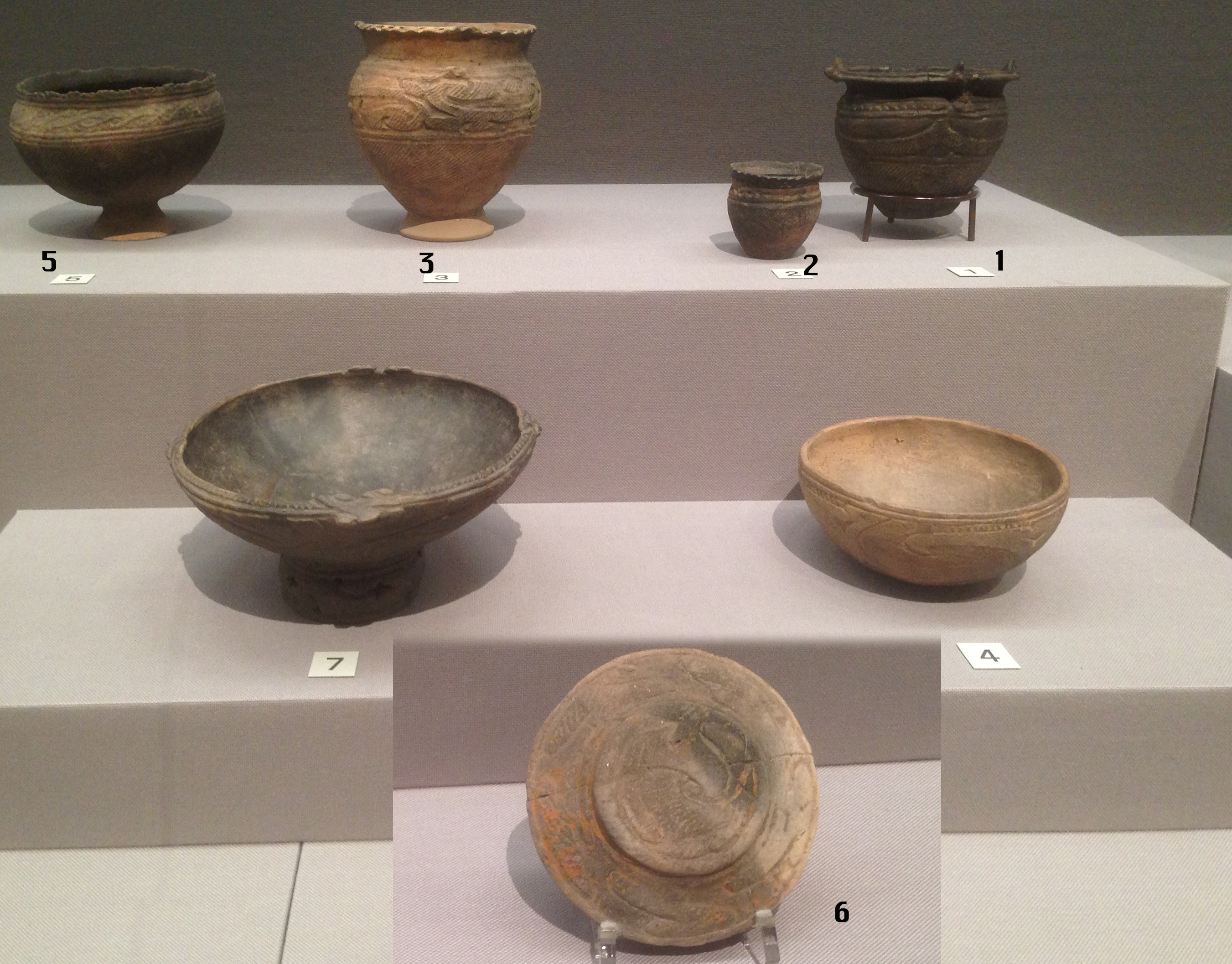
Jōmon Final, 1 000-400. Tōhoku. Nord Honshū. TNM: Musée National de Tokyo[87].
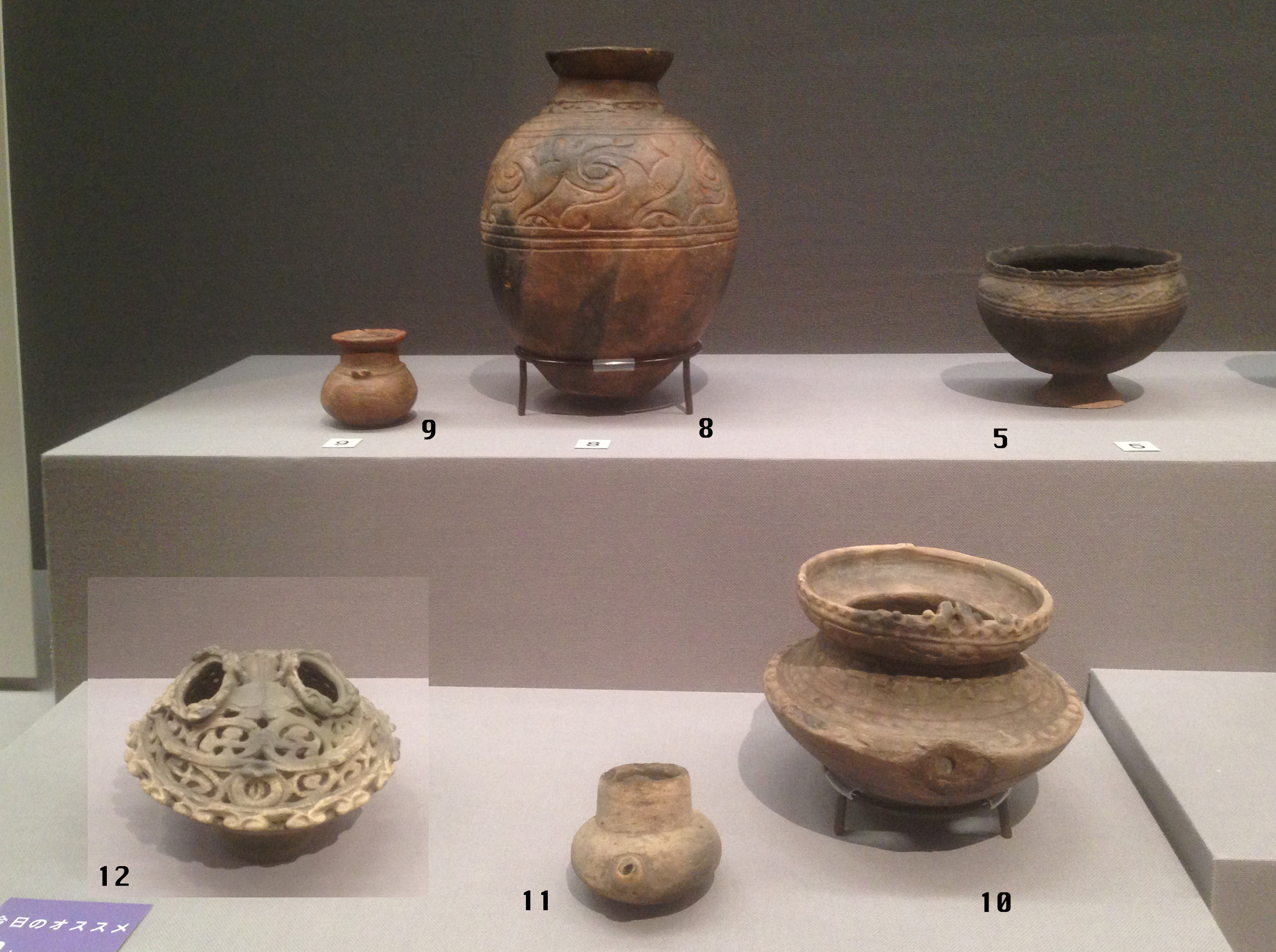
Jōmon Final, 1 000-400. Tōhoku, Nord Honshū. Musée National de Tokyo[88].
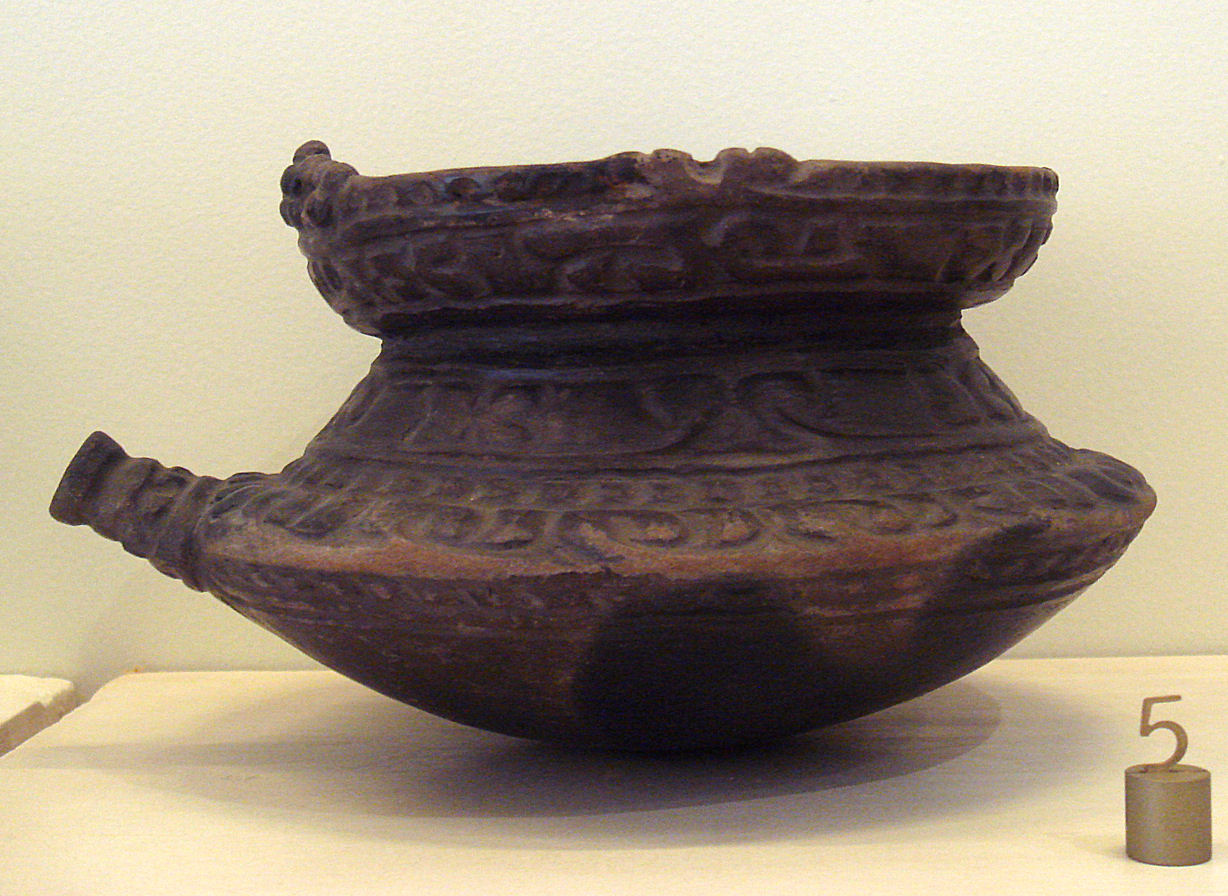
Jarre à bec, style Kamegaoka, Tōhoku, Nord Honshū. Jōmon Final. Musée Guimet
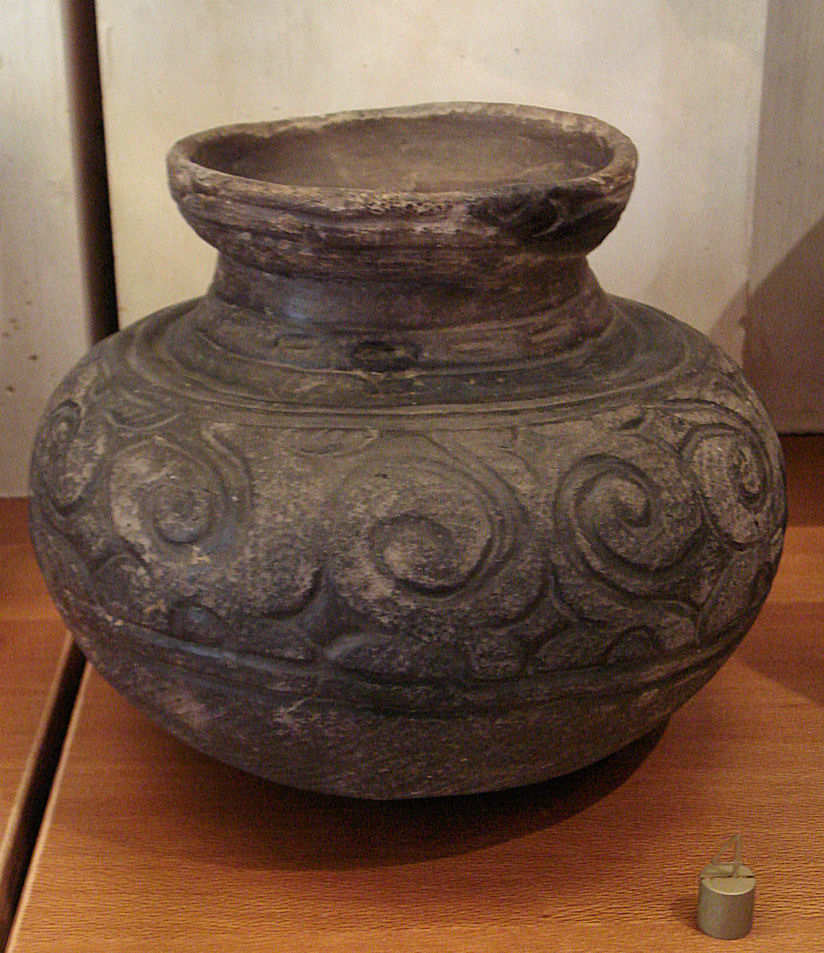
Jarre style Kamegaoka, Nord du Japon : Tōhoku. Jōmon Final. Musée Guimet

L'Épi-Jōmon : Hokkaidō.
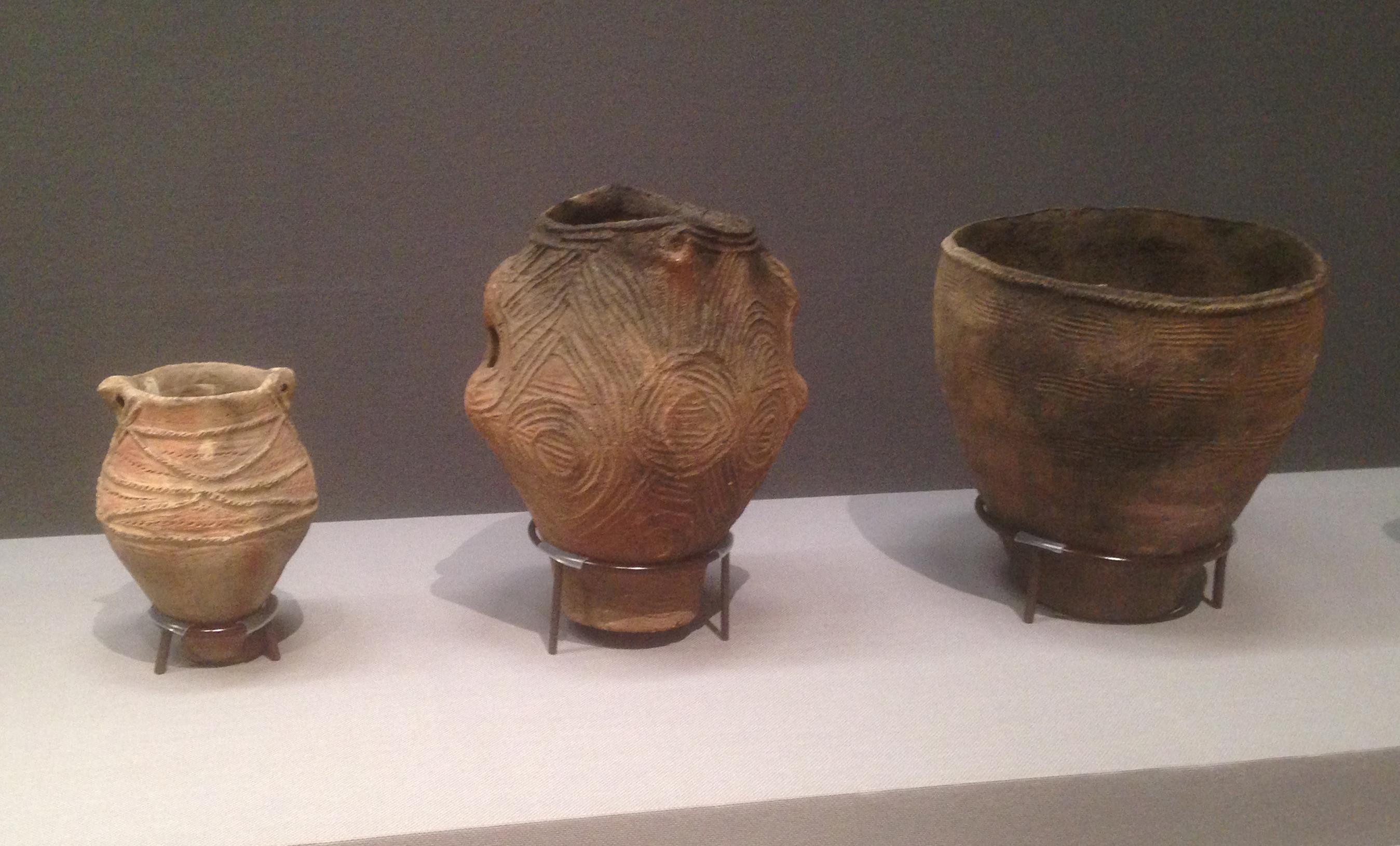
Jarres Épi-Jōmon IIIe – Ier siècle AEC. Ebetsu, (Ishikari) (g. et d.) et Higashi Dori, Tomari (Shiribeshi) (centre). Hokkaidō. TNM.
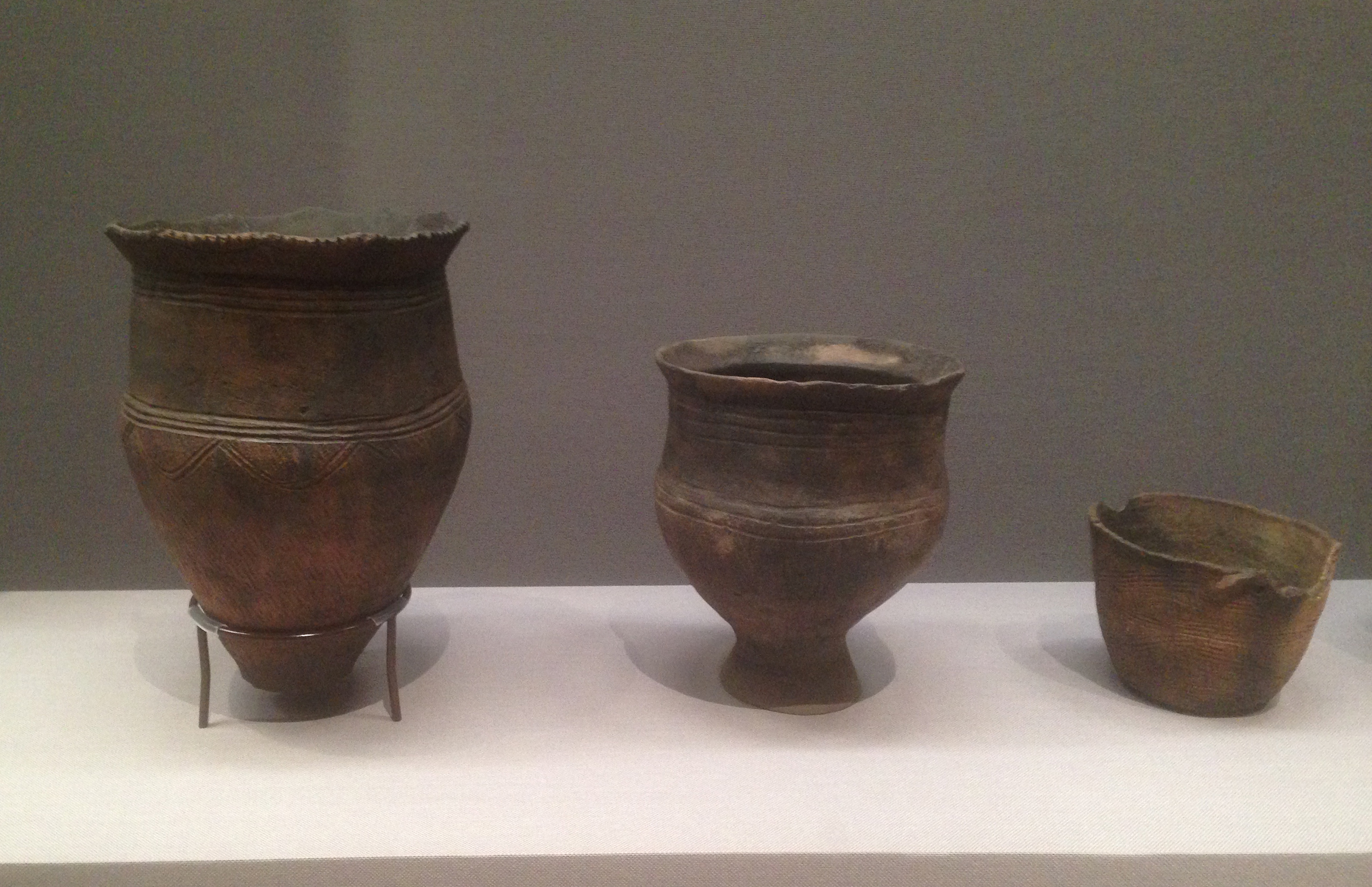
Céramique Épi-Jōmon, IIe – Ier siècle AEC. Muroran, (Iburi). Hokkaidō. TNM.
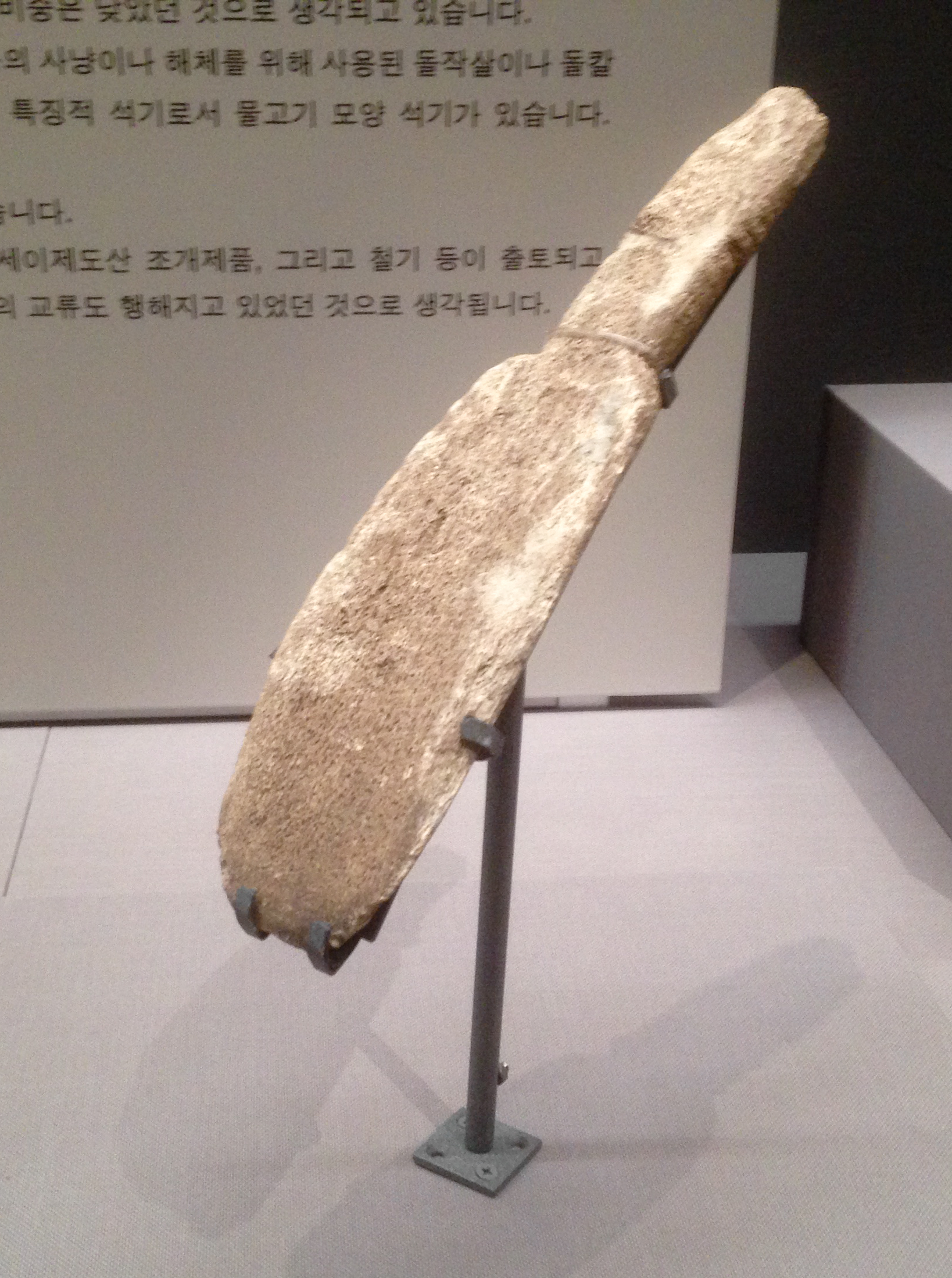
Bêche d'os de baleine. Site d'Etomo-cho, Muroran-shi, Hokkaidō. Épi-Jōmon, IIe – Ier siècle AEC. Musée national de Tokyo

En fin de période au Sud-ouest, la tradition de céramique cordée perd son aspect au profit de simples lignes incisées. L'aspect de surface prend une patine noire, obtenue par un polissage fin et une cuisson en réduction. Cet aspect, bien semblable à celui de la céramique Yayoi, est en complète opposition à la céramique contemporaine du Nord-est aux motifs intriqués. Cela dit, il ne faut pas en conclure à une rupture radicale, car on constatait déjà, au cours de la première moitié de la période Jōmon finale, une telle simplification des motifs dans cette région.